# El juicio de Salomón (Poussin)
El juicio de Salomón es una pintura al óleo sobre lienzo realizada por Nicolas Poussin en 1649 en Roma, en los Estados Pontificios (actualmente en Italia), y conservada en el Museo del Louvre de París, Francia.
Encargado por el banquero lionés Jean Pointel, amigo íntimo y fiel mecenas del artista francés, durante un viaje a Roma entre 1647 y 1649, El Juicio de Salomón fue terminado por Nicolas Poussin, primer pintor del rey, en 1649 y enviado a su mecenas parisino en los meses siguientes. Tras la muerte de Pointel, la obra pasó sucesivamente a manos del financiero Nicolas du Plessis-Rambouillet, del procurador general en el Parlamento de París Achille III de Harlay y del pintor académico Charles-Antoine Hérault, quien acordó vender el cuadro al rey francés Luis XIV en 1685 por la suma de 5.000 libras. Tras pasar a los dominios de la Corona, El Juicio de Salomón se expuso primero en el Gabinete de los Cuadros del Palacio de Versalles, luego brevemente en un gabinete de la Superintendencia de Edificios, regresando de nuevo al castillo de Versalles hacia 1710, antes de ser visto en el salón del Director de los Edificios del Rey en 1784. En 1792-1793, de acuerdo con los principios del decreto del 2 de noviembre de 1789, El Juicio de Salomón pasó a ser propiedad nacional del Estado francés, y la obra de arte fue trasladada al museo del Louvre para ser expuesta en la inauguración del museo, el 10 de agosto de 1793, donde permanece hasta nuestros días.
De una dimensiones de 101 x 150 centímetros, este cuadro de historia (en términos de género) ilustra el Juicio de Salomón, un episodio bíblico tomado del Primer Libro de los Reyes en el que el joven Salomón, tercer rey de Israel, se enfrenta a dos mujeres que afirman ser la madre de un bebé vivo y se acusan mutuamente de ser la madre de un bebé muerto. Salomón ordena que el bebé vivo sea cortado en dos para satisfacer a las dos madres, pero ante la apasionada reacción de una y la indiferencia de la otra, Salomón ordena que el bebé sea devuelto a su verdadera madre, la que no habría tolerado que se le hiciera ningún daño, inspirando a los israelitas la admiración de su rey por su sabiduría y sentido de la justicia. La escena de arte sacro representada por Poussin muestra al rey Salomón en majestad en su trono, centrado en lo alto y actuando como un juez imparcial e imperioso. Las dos madres forcejean ante el rey, mientras un soldado se dispone a cortar en dos al niño origen de la disputa, ante la consternación e incredulidad de los miembros de la corte.
El Juicio de Salomón de Nicolas Poussin es ampliamente considerado por la crítica y los historiadores del arte como una obra maestra personal del artista, pero también como una obra importante del arte pictórico del siglo XVII y de los principios preconizados por la Escuela Francesa, más conocida como Clasicismo, el principal movimiento artístico del Grand Siècle francés. El cuadro es apreciado por su trazado riguroso, su estructura piramidal, su ambientación teatral, su minucioso colorido, el tratamiento de las líneas rectas y diagonales, la sutileza de las expresiones faciales, la simetría y el equilibrio óptico del tema, la precisión de la perspectiva, el dominio del punto de vista y su espíritu académico y erudito. La solemnidad y la gravedad del estilo de Poussin, conocido como grande maniera (en francés), se unen a un tono sabio y erudito, realzado por colores cálidos en armonía con los diversos elementos de la obra. Los temas de la justicia, las pasiones humanas y el amor maternal emergen del drama representado por el artista francés, aunque se han expresado reservas sobre los papeles de la buena y la mala madre. La producción y difusión de numerosos grabados y la recepción crítica sostenida a lo largo de los siglos que siguieron a la creación del cuadro consagraron El Juicio de Salomón como una de las grandes obras de la pintura francesa.

## Historía

### Contexto de creación

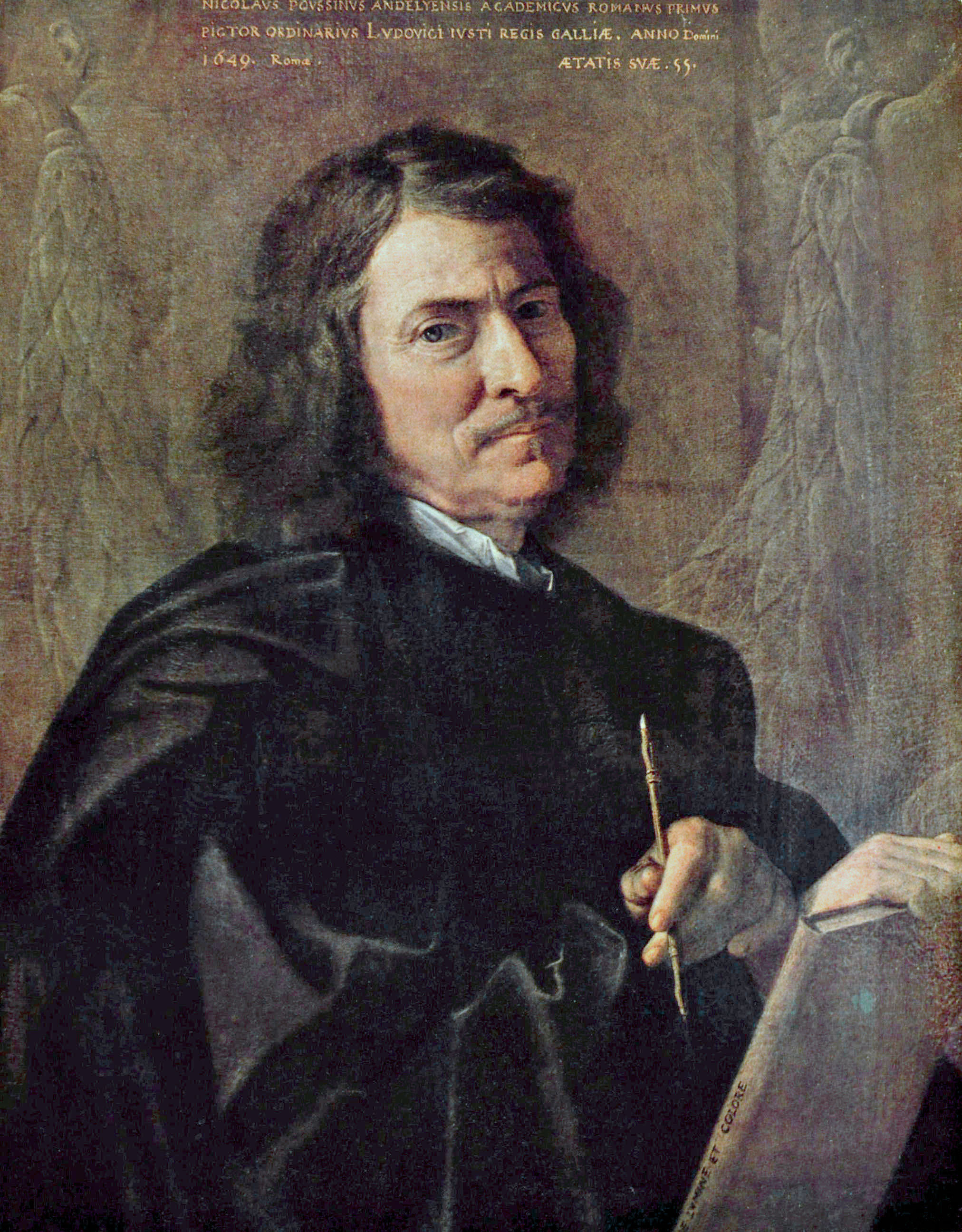
Autorretrato, Nicolas Poussin (1649)

Tras una estancia de dos años en París, de 1640 a 1642, donde fue víctima de las intrigas de pintores parisinos rivales, pero fue nombrado no obstante primer pintor del Rey, Nicolas Poussin decidió regresar a Roma, ciudad en la que había pasado la mayor parte de su vida profesional.   Este periodo de la vida de Poussin, desde 1642 hasta su muerte en 1665, marca a la vez la madurez y el declive de la producción artística del pintor.  Hacia finales de la década de 1640, surgieron dos figuras particulares en cuanto a su mecenazgo del pintor francés.  El primero fue Paul Fréart de Chantelou, amigo del artista, secretario de François Sublet de Noyers y coleccionista de arte francés, quien encargó a Poussin, entre otras cosas, su segunda serie de pinturas sobre los sacramentos de la Iglesia católica, titulada Los siete sacramentos, así como un autorretrato del artista, hoy expuesto en el Louvre.  
El segundo mecenas, Jean Pointel, era un comerciante de seda y banquero de Lyon que vivía en la calle Saint-Germain de París y era un gran admirador de Poussin, además de su amigo.  Hacia 1645 y 1646 viajó a Roma y entabló amistad con Nicolas Poussin, a quien encargó varios cuadros. Entre ellos figuran Moisés salvado de las aguas, Eliezer y Rebeca, Paisaje con Polifemo, Paisaje con Orfeo y Eurídice y otro autorretrato, menos conocido que el enviado a Chantelou. También están en posesión del rico banquero los cuadros Sagrada Familia con diez figuras, Noli me tangere, Paisaje en tiempo tranquilo y La tormenta.
Fue durante otra estancia de Pointel en Roma, de 1647 a 1649, cuando encargó a Poussin lo que sería El Juicio de Salomón, que terminó en 1649. Paralelamente a este periodo productivo, Poussin tuvo que hacer frente a los celos de Chantelou, quien le comunicó por escrito que consideraba que las obras enviadas a Pointel eran en general más bellas y estaban más logradas que las destinadas a él, lo que le valió una reprimenda del pintor. 
1649 fue un año de gran actividad para el pintor: además del Juicio de Salomón, el pintor nativo de Les Andelys pintó La Asunción de la Virgen, Eliezer y Rebeca y su primer autorretrato para Pointel.  Paralelamente a esta frenética producción de cuadros, la Fronda en Francia actuó como factor de ruptura entre Poussin y sus mecenas. 
Cuando le envió el cuadro hacia 1649-1650, Poussin se tomó la molestia de mencionar a Pointel que consideraba El Juicio de Salomón como su mejor obra. La creciente confianza entre los dos hombres llevó a Poussin a invertir grandes sumas de dinero en el banco de Pointel e incluso le nombró albacea de su testamento, lo que finalmente no ocurrió ya que este último murió en 1660.  Al final de su vida, Pointel poseía veintiún cuadros y ochenta dibujos de Poussin. 

### Después de Pointel

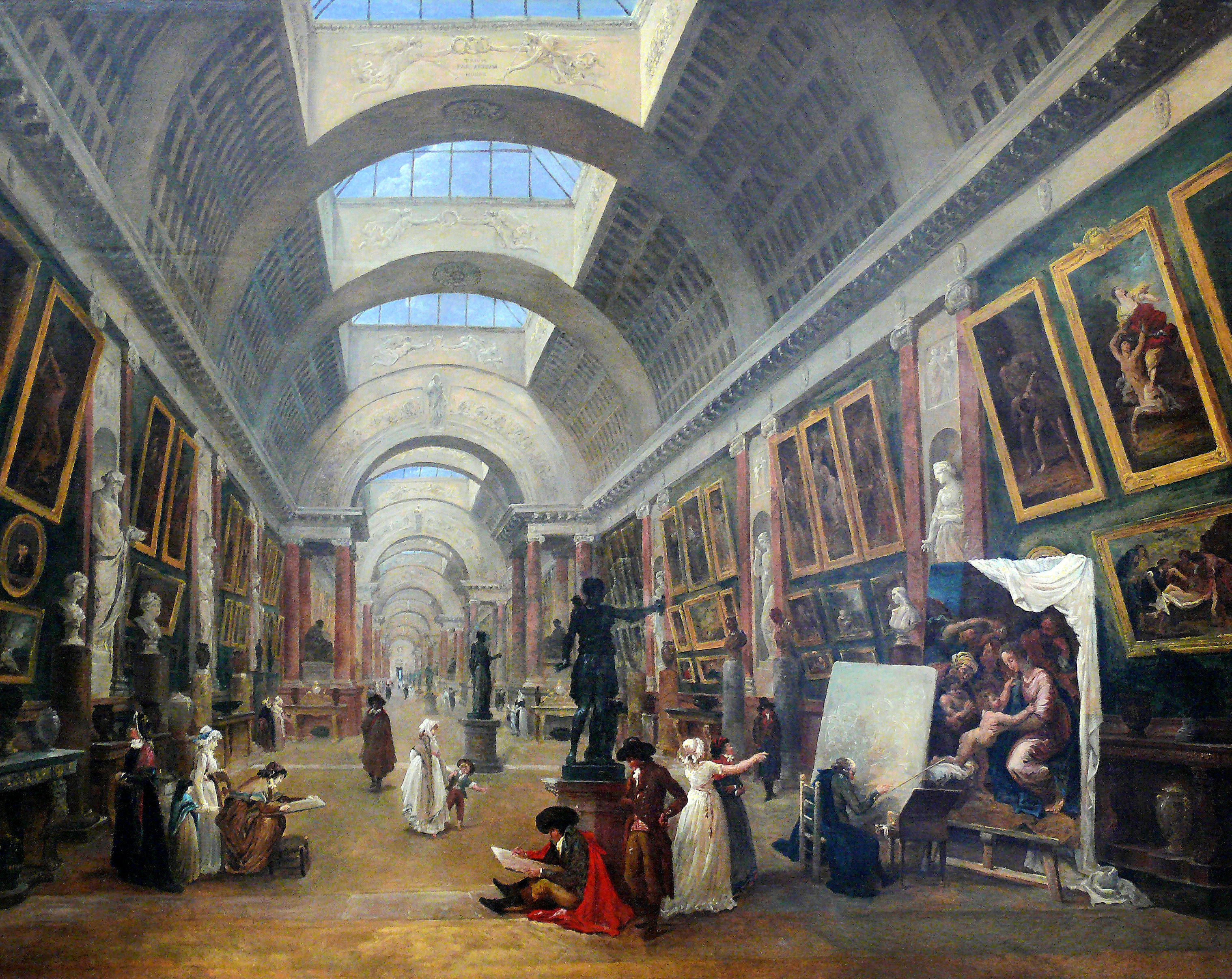
Proyecto de Transformación de la Grande Galerie, Hubert Robert (1796). En 1793, el Juicio de Salomón fue trasladado a la Gran Galería del Museo Central de Artes de la República, actual Museo del Louvre. Desde entonces, el Juicio no ha abandonado nunca el museo, salvo en exposiciones itinerantes, y se expone de forma permanente.

Poco después de la muerte de Jean Pointel, se organizó una subasta para distribuir sus numerosos bienes.  Según Timothy James Clark, historiador de arte británico, los albaceas de Pointel pronto se dieron cuenta de que la valoración de los bienes artísticos de su cliente superaba con creces sus propios conocimientos en la materia, y se contrató al académico Philippe de Champaigne para que catalogara y valorara las obras propiedad del difunto banquero del Lyonnais antes de ponerlas a la venta.  De los veintiún Poussins que pertenecieron a Jean Pointel, sólo Paisaje en tiempo tranquilo permaneció en posesión de la familia al menos hasta 1685, mientras que la mayor parte del resto de la colección fue vendida al mejor postor.  La descripción sobria de Philippe de Champaigne del Juicio de Salomón dice: « Artículo otro cuadro sobre lienzo, de tres pies más o menos de alto y cuatro o cinco de largo, representando el Juicio de Salomón, sin orla, obra del dicho Poussin, valorado en ochocientas libras». 
Entre 1660 y 1665, Nicolas Du Plessis-Rambouillet, financiero, recaudador de impuestos y secretario del rey, compró El Juicio de Salomón por 2.200 libras, y al mismo tiempo pagó 1.800 libras más para tomar posesión de otro cuadro de Poussin, Paisaje con serpiente, también en la venta en la herencia de Pointel. 
Entre 1665 y 1685, la obra llegó a manos de Achille III de Harlay, procurador general del Parlamento de París de 1671 a 1689 y primer presidente del Parlamento de París de 1689 a 1707, quien la expuso en su despacho.  
En 1685, Charles-Antoine Hérault, pintor, marchante y académico, figura como propietario de la obra. 
El rey de Francia, Luis XIV, pagó 5.000 libras al pintor académico para obtener la obra, que naturalmente pasó al dominio de la Corona.Ese mismo año, el soberano francés también aprovechó la ocasión para adquirir otro cuadro de Poussin, La muerte de Saphire, procedente de Hérault, por el precio de 2,5 millones de libras.En 1687, El Juicio de Salomón figura como propiedad real en el inventario de Charles Le Brun (n.º 443), y desde 1695 hasta 1701, como mínimo, en el Gabinete de Cuadros del Pequeño Apartamento del Rey, en el Palacio de Versalles.   Hacia 1706, el cuadro fue instalado en el Gabinete de Cuadros de la Superintendencia de Edificios, y en 1710 fue devuelto al Gabinete de Cuadros de Versalles. 
En 1760, En 1760, se informa de que la obra está expuesta en la biblioteca del Hôtel de la Surintendance, mientras que en 1784 se ve en el salón del Director de los Edificios del Rey, acompañada de una nota: «Hay que dejar que se vea en su totalidad, hay cinco centímetros escondidos en la parte superior bajo el borde». 
En 1789, Martin de la Porte fue contratado para restaurar El rapto de las Sabinas de Poussin (la versión de 1637-1638), y lo mismo hizo con El juicio de Salomón, con pruebas de su trabajo y la cantidad de dinero que se le pagó por sus servicios: « du Poussin: Juicio de Salomón, 56 × 37 pulgadas, limpiado y reparado de agujeros, 60 libras». 
Por el momento, ninguna fuente menciona directamente lo que ocurrió con el Juicio de Salomón tras la adopción del decreto sobre los bienes del clero puestos a disposición de la Nación el 2 de noviembre de 1789, durante la Revolución Francesa.. Este decreto allanó el camino para que lo que había sido designado como parte del Patrimonio de la Corona fuera sustituido por la designación de propiedad nacional. El propietario real del cuadro cambió naturalmente con cada gobierno sucesivo: la Asamblea Nacional Constituyente, la Asamblea Nacional Legislativa y la Primera República. Fue bajo el régimen político de la Primera República cuando El Juicio de Salomón fue finalmente trasladado al Louvre, hacia 1793, año de la inauguración del museo. 
Una segunda restauración, esta vez de la capa pictórica, fue llevada a cabo por Georges Zezzos en Montauban en 1941, y completada por Jean-Gabriel Goulinat en el Louvre en 1960. 
A partir de 2022, El Juicio de Salomón es propiedad del Departamento de Pinturas del Museo del Louvre (y, por extensión, del Estado francés) y se expone de forma permanente en la sala 826 del ala Richelieu (denominada Nicolas Poussin (1594-1665): Entre Roma y París), junto a, entre otros, El triunfo de Flora, Los ciegos de Jericó, La peste de Asdod, La inspiración del poeta, Santa Françoise Romaine anunciando a Roma el fin de la peste y Eliezer y Rebeca.  

## Temática

### Resumen del episodio bíblico
Nicolas Poussin se inspiró para su obra en el Primer Libro de los Reyes del Antiguo Testamento, que trata de la sucesión de David en el trono de Israel, el reinado de Salomón, su hijo, y los demás reyes que le sucedieron hasta el reinado y la muerte de Ajab.. Más precisamente, la acción representada en El Juicio de Salomón de Poussin tiene lugar en el tercer capítulo, de los versículos 1 a 28, donde un joven Salomón pide recibir la sabiduría de Dios y es confrontado al día siguiente por dos mujeres que se disputan la maternidad de un niño, lo que obliga al recién coronado rey de Israel a dictar sentencia judicial, decisión apoyada en el don de la sabiduría que Dios acaba de concederle. 
Los versículos 1 a 15 constituyen el telón de fondo del juicio de Salomón: en un sueño en Gabaón, Salomón presencia una aparición de Dios, que le pregunta qué desea..Salomón responde, en el versículo 9, que desea tener la sabiduría necesaria para discernir el bien del mal y guiar a su pueblo.  Dios se alegra de que Salomón no le haya pedido una vida prolongada, ni riquezas, ni la muerte de sus enemigos, y concede al joven rey israelita la inteligencia y la sabiduría que desea, además de ofrecerle riquezas, gloria y una prolongación de sus días para recompensarle por su elección. En el versículo 15, Salomón regresa a Jerusalén y ofrece sacrificios ante el Arca de la Alianza.  En los versículos 16 a 22, dos «mujeres de mala reputación» llegan y discuten ante Salomón sobre a quién pertenece un bebé muerto y otro vivo, y ambas se acusan mutuamente de no ser la verdadera madre del bebé vivo.  Luego, en los versículos 23 a 28, está el juicio de Salomón propiamente dicho, y sus consecuencias.El rey de Israel, pretendiendo haber encontrado la solución, ordena en el versículo 25 que el niño sea cortado en dos y que las dos mitades se repartan entre las dos mujeres, y son precisamente este versículo y los dos siguientes los que se ilustran en el Juicio de Salomón de Poussin.  En el versículo 26, Salomón es testigo, por un lado, de la indiferencia de una de las dos mujeres, que acepta el veredicto, mientras que, por otro, se enfrenta a la reacción tan emotiva de la otra mujer, que prefiere renunciar al niño antes que verlo sufrir y morir..  En el versículo 27, revierte su propia sentencia y ordena que el niño sea confiado a su verdadera madre, que no habría tolerado ver al niño cortado en dos, y finalmente, en el versículo 28, todo el reino de Israel se entera de esta historia y de la sabiduría («divina») del rey Salomón. 
El juicio de Salomón, en particular el desenlace del versículo 27, es el origen de la expresión «un juicio salomónico», que significa «un juicio inteligente y perspicaz», «impregnado de sabiduría y equidad», «que reparte los agravios entre las dos partes». En otro sentido, si nos basamos más en el versículo 25 que en el 27, una sentencia de Salomón puede adoptar la forma de un «veredicto que pone a las partes espalda con espalda y pone fin así a la confusa disputa que las enfrentaba, aunque tenga que ser desafiando a la justicia», una sentencia en la que «ninguna de las partes tiene ventaja sobre la otra». 
La sentencia dictada por el rey Salomón en el versículo 25 se ha comparado con otro versículo bíblico, éste del Libro del Éxodo, capítulo 21, versículo 35, donde está escrito que «si el buey de un hombre hiere al buey de su vecino y le causa la muerte, los dueños venderán el buey vivo y dividirán el dinero entre ellos; en cuanto al animal muerto, lo dividirán a partes iguales».  André-Marie Dubarle, teólogo francés, compara los dos extractos bíblicos y concluye que existe una total similitud entre la solución jurídica propuesta en el Éxodo, es decir, el cumplimiento del Código de la Alianza, y la elegida por el rey Salomón para poner fin a la disputa entre las dos madres.

En la historia del arte, y desde la Edad Media, el Juicio de Salomón ha sido uno de los relatos preferidos por los artistas, debido a la ambientación dramática y emotiva del episodio y al esplendor de la sentencia dictada por el rey.. Los estándares pictóricos sitúan a Salomón sentado en su trono de marfil, elevado sobre la escena, en el momento en que acaba de ordenar que corten al niño en dos partes iguales.  Delante de Salomón están las dos madres, tradicionalmente distribuidas a ambos lados del rey, con el niño muerto que ha sido colocado en el suelo  Un soldado, espada en alto y sosteniendo en una mano al niño vivo (a menudo boca abajo) que acaba de arrebatar de las manos de la malvada madre, está necesariamente presente y se dispone a cumplir la orden de su soberano.  También se espera que los cortesanos y otros súbditos del rey presencien el acontecimiento, ya que serán ellos quienes difundan la historia por todo el reino de Israel, ensalzando la sabiduría del juicio de Salomón. Tres momentos precisos de esta escena son los más frecuentemente representados, y a veces se confunden: aquel en el que Salomón acaba de ordenar la ejecución del niño, aquel en el que Salomón está a punto de cambiar su sentencia, y aquel en el que Salomón acaba de cambiar su sentencia. 

Elementos constitutivos del juicio de Salomón en la pintura: Salomón levantó en su trono, a las dos madres, a un soldado sosteniendo a un niño vivo, a un niño muerto colocado en el suelo y a los cortesanos.
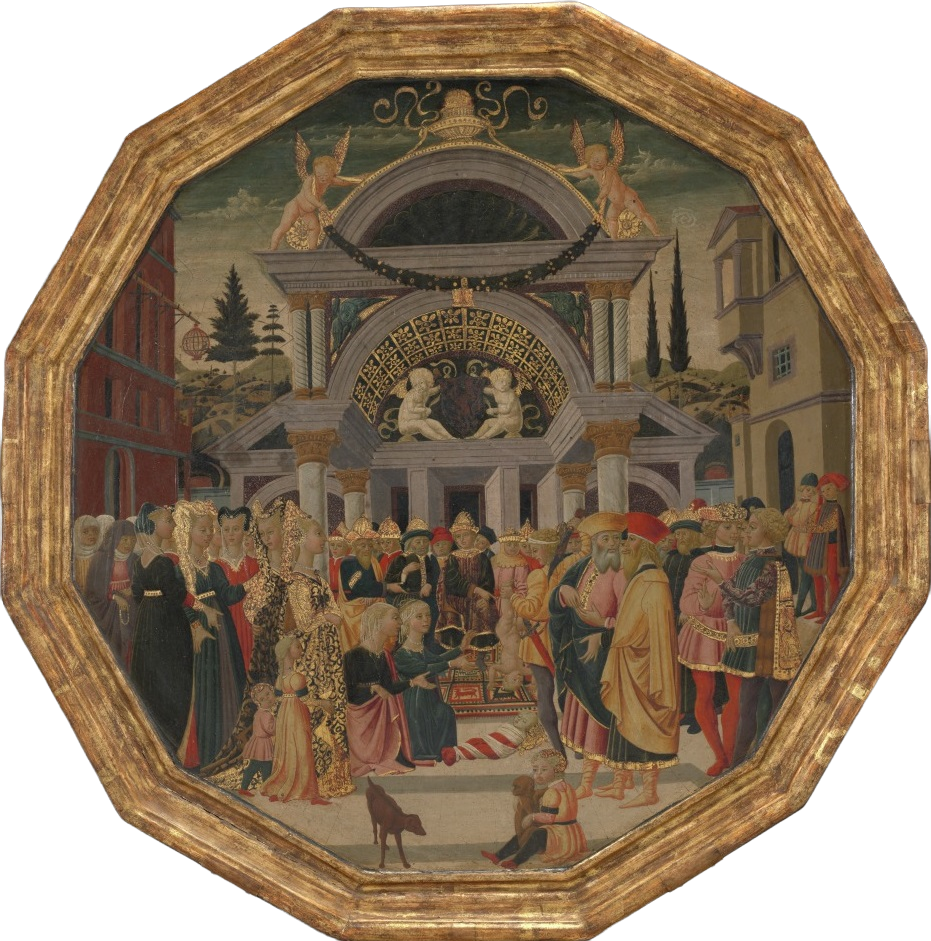
El juicio de Salomón, Lo Scheggia (c.1468 )
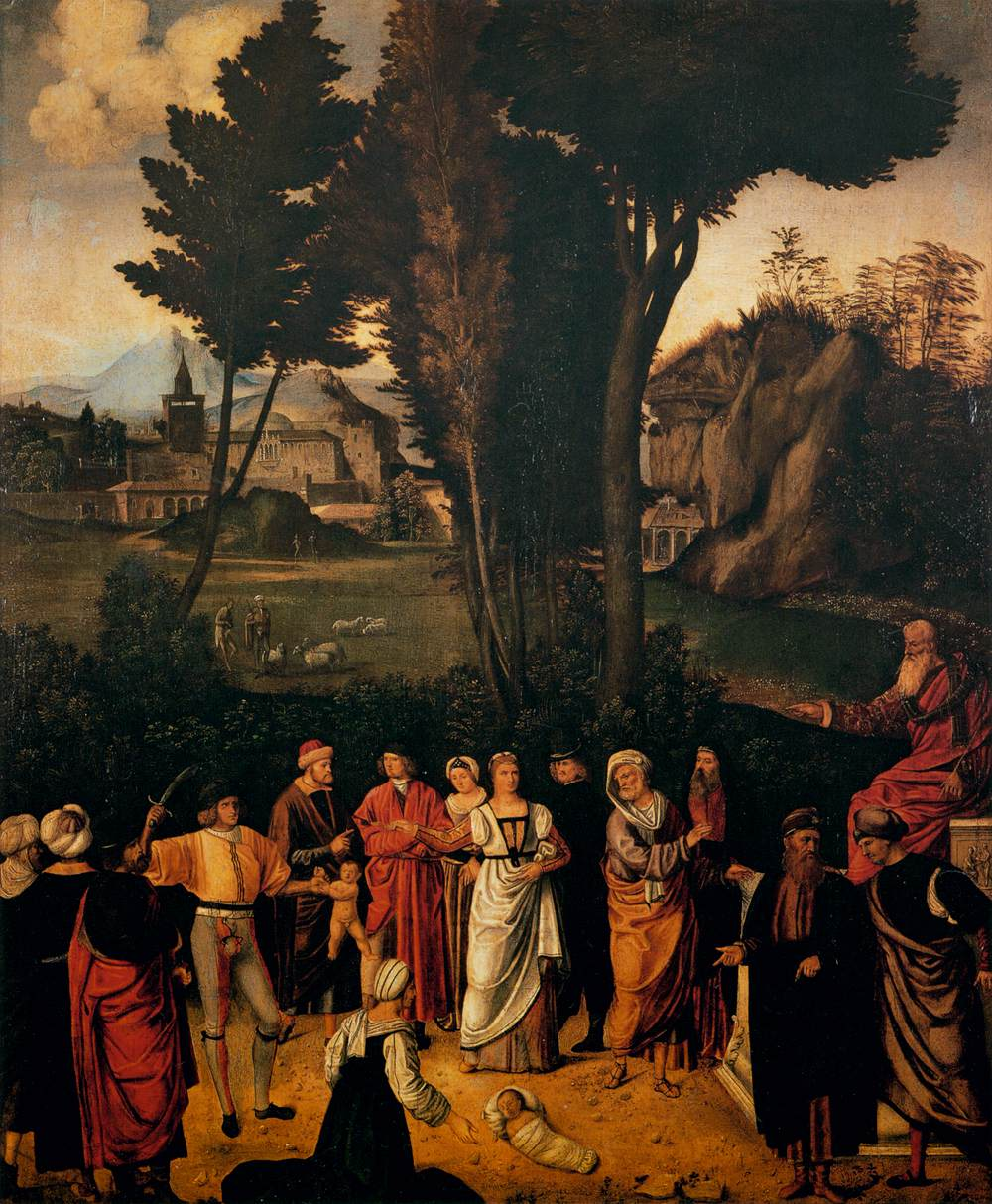
El juicio de Salomón, Giorgione (1500)
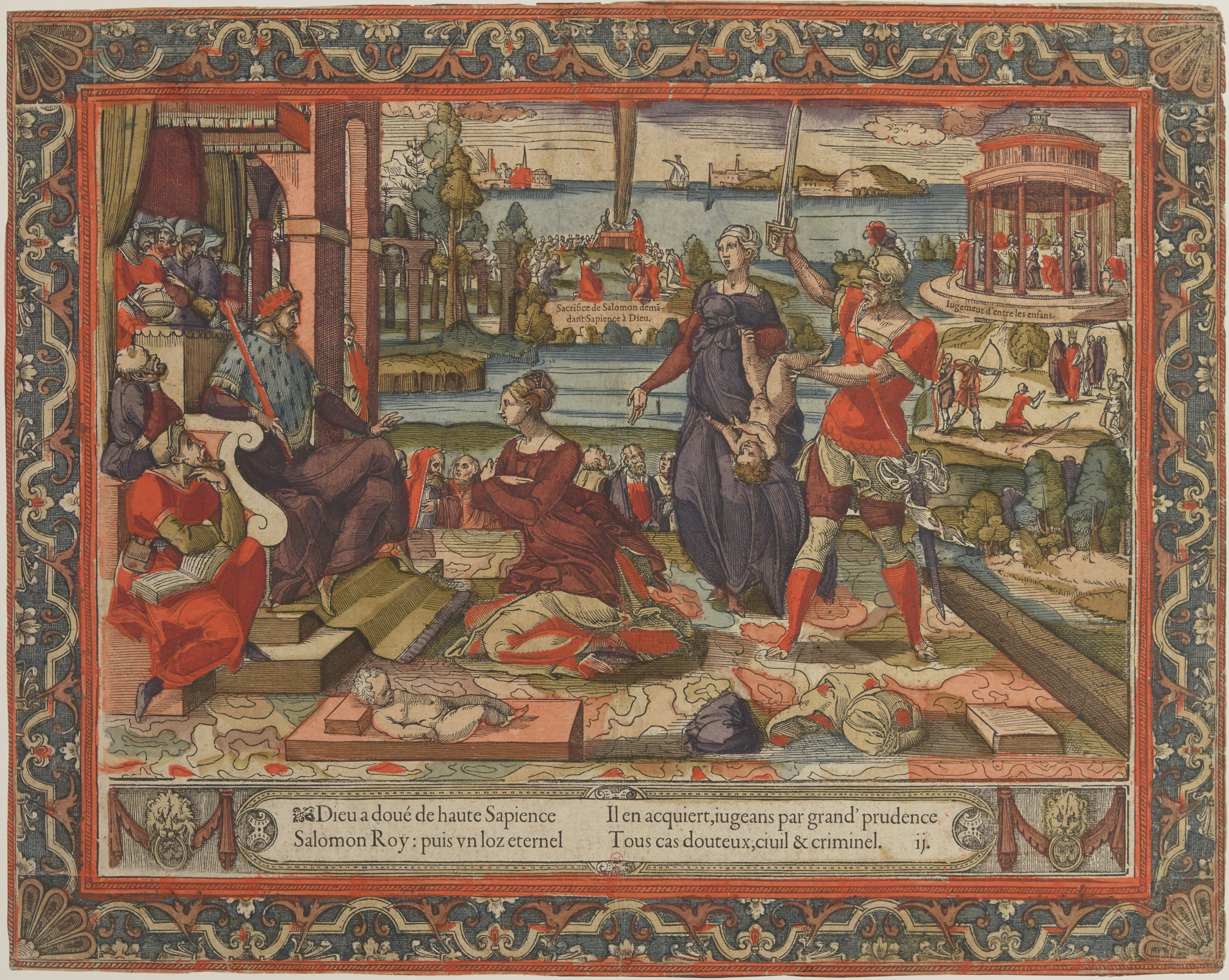
Juicio de Salomón, Taller de Germain Hoyau, 1560
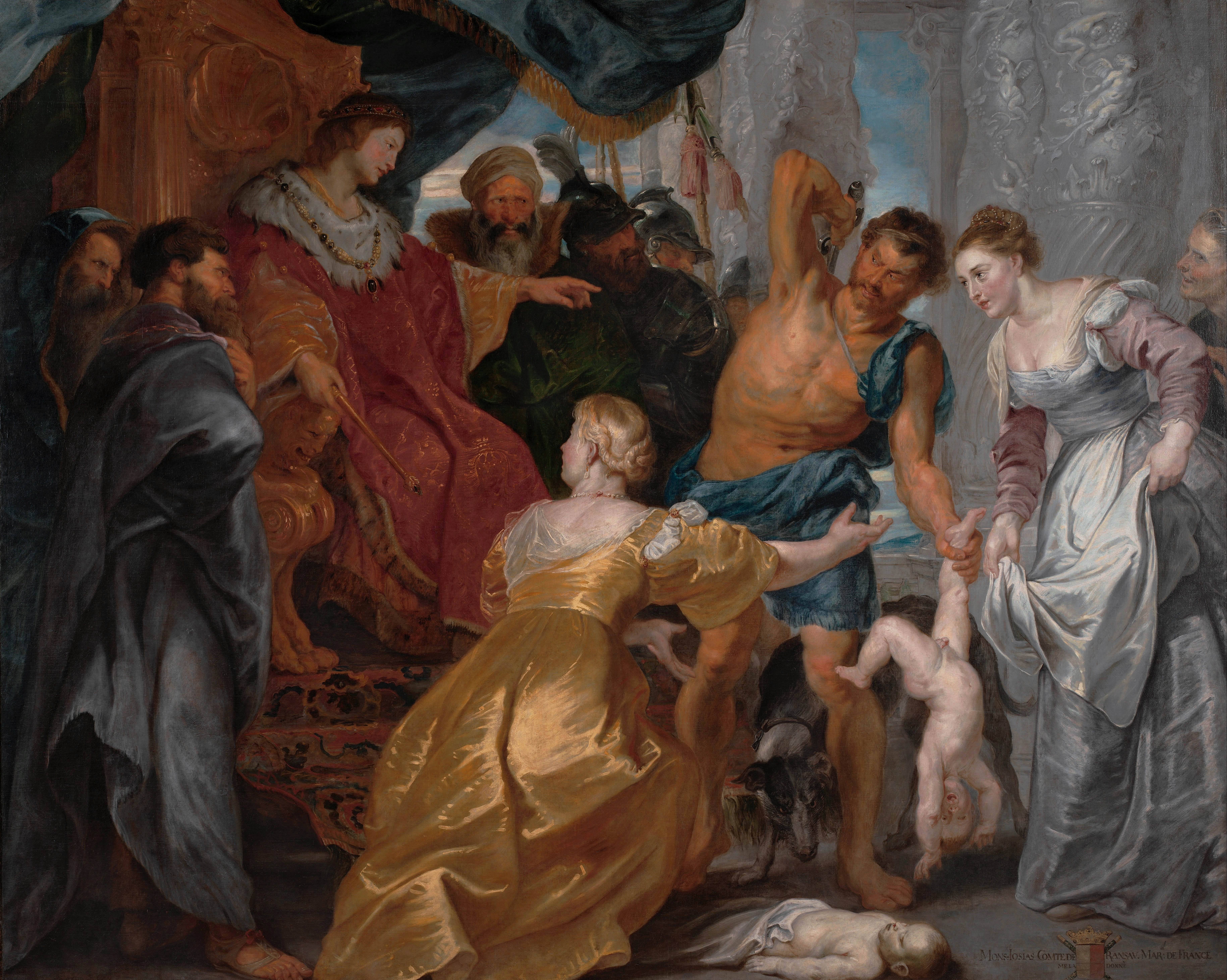
El juicio de Salomón, Peter Paul Rubens (c.1617 )
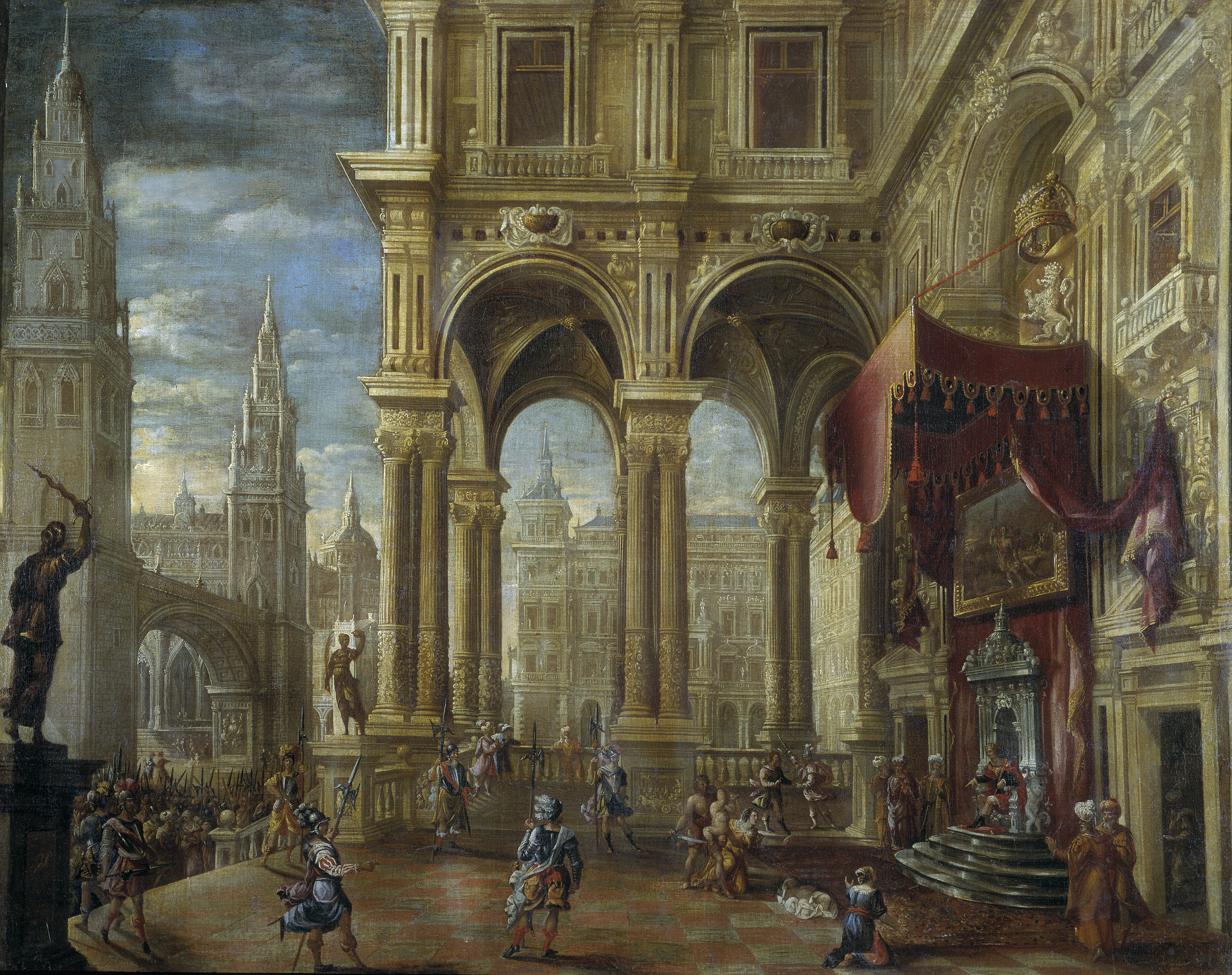
El juicio de Salomón, Francisco Gutiérrez Cabello (hacia 1660-1670)
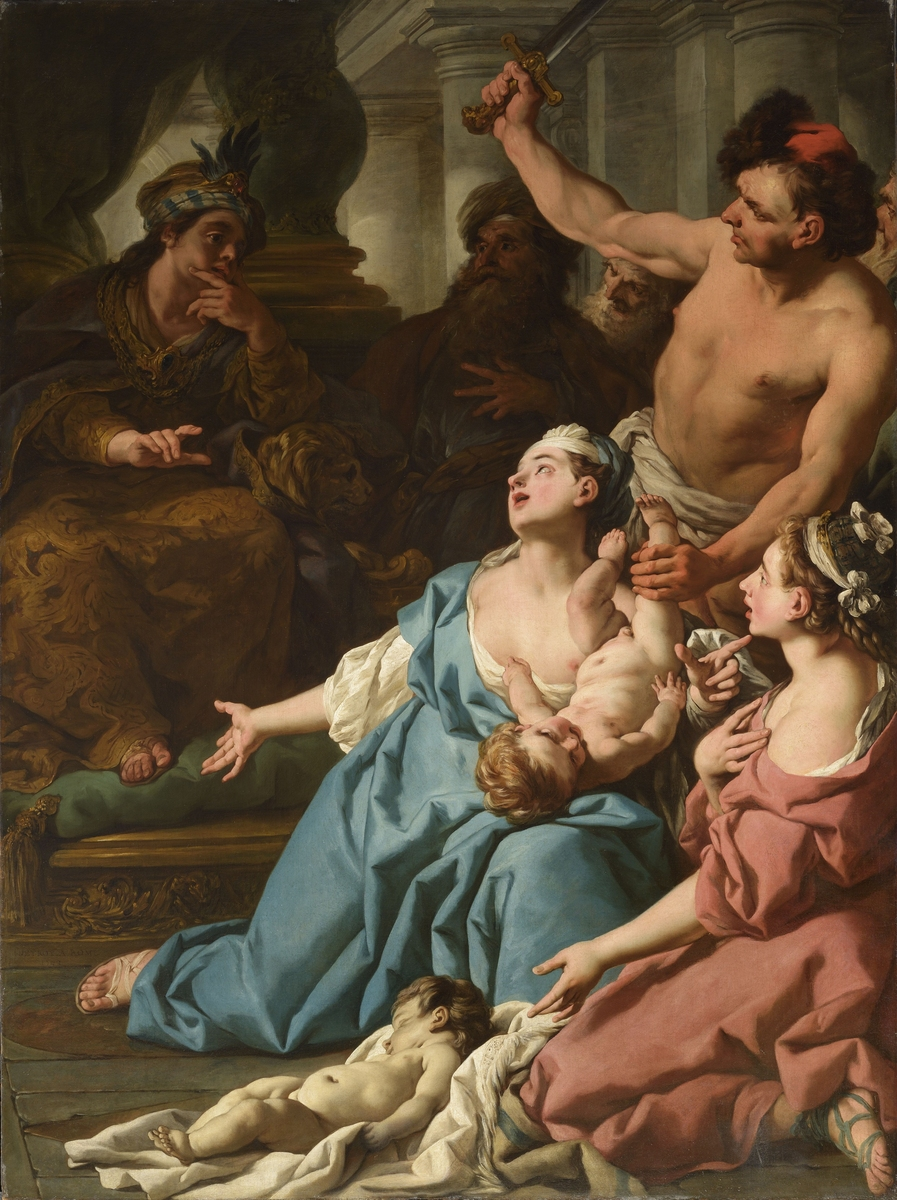
El juicio de Salomón, Jean-François de Troy (1742)
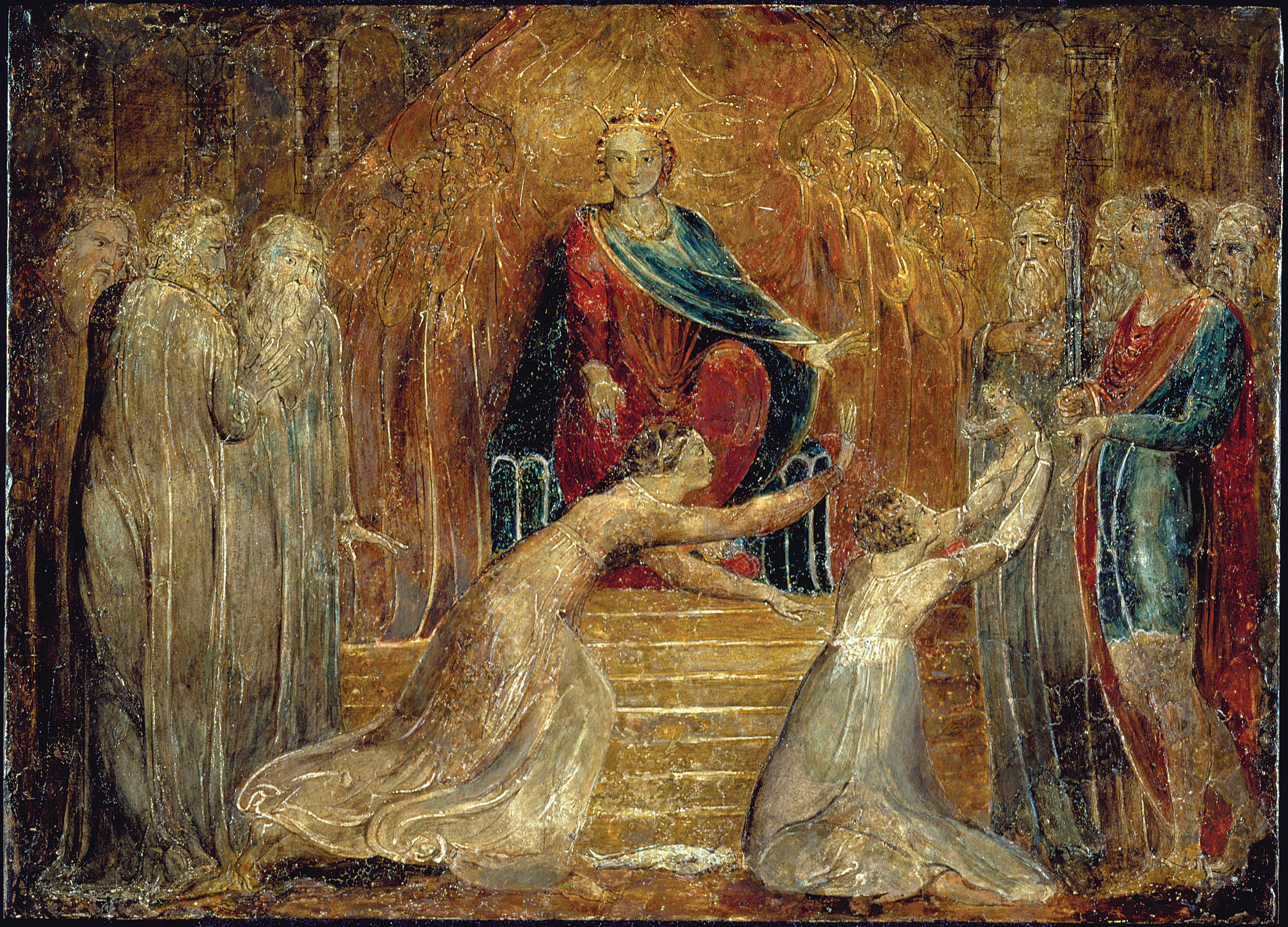
El juicio de Salomón, William Blake (c.1800 )
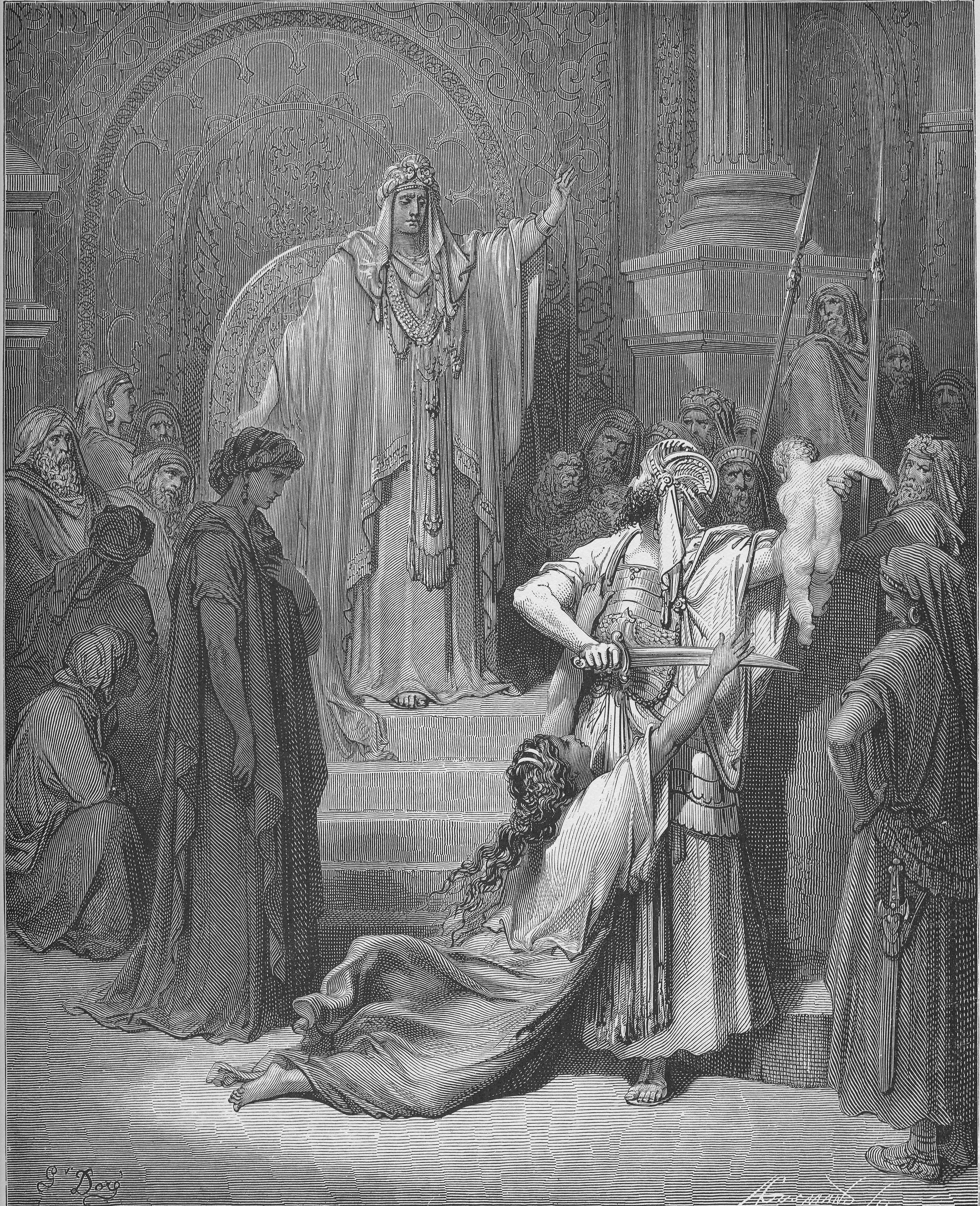
El juicio de Salomón, Gustave Doré (1866)
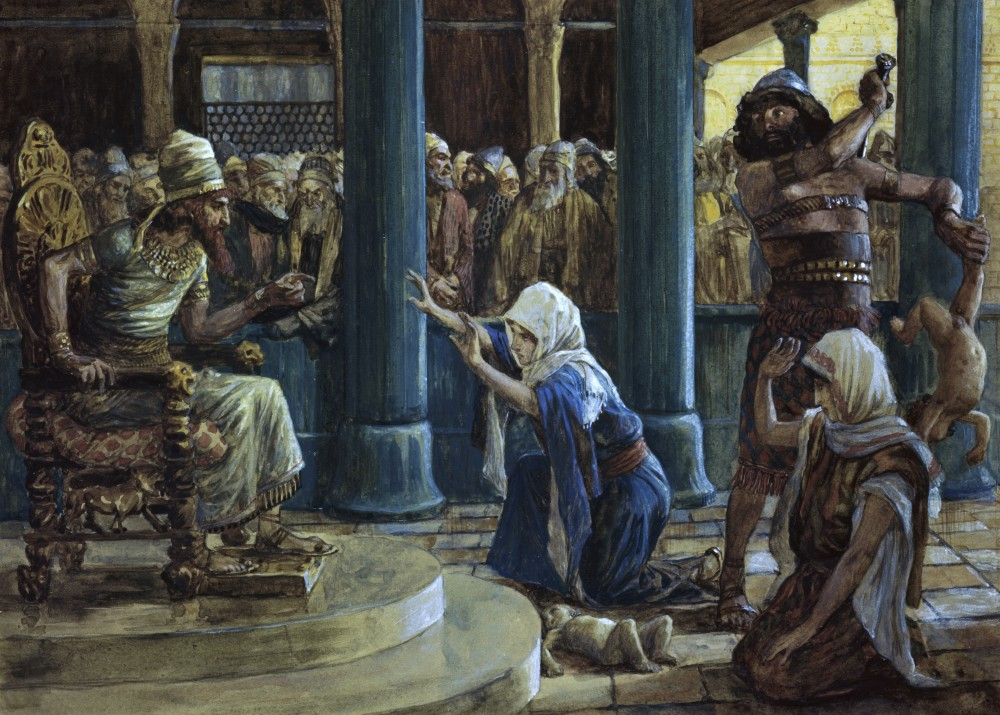
El juicio de Salomón, James Tissot (c.1900 )

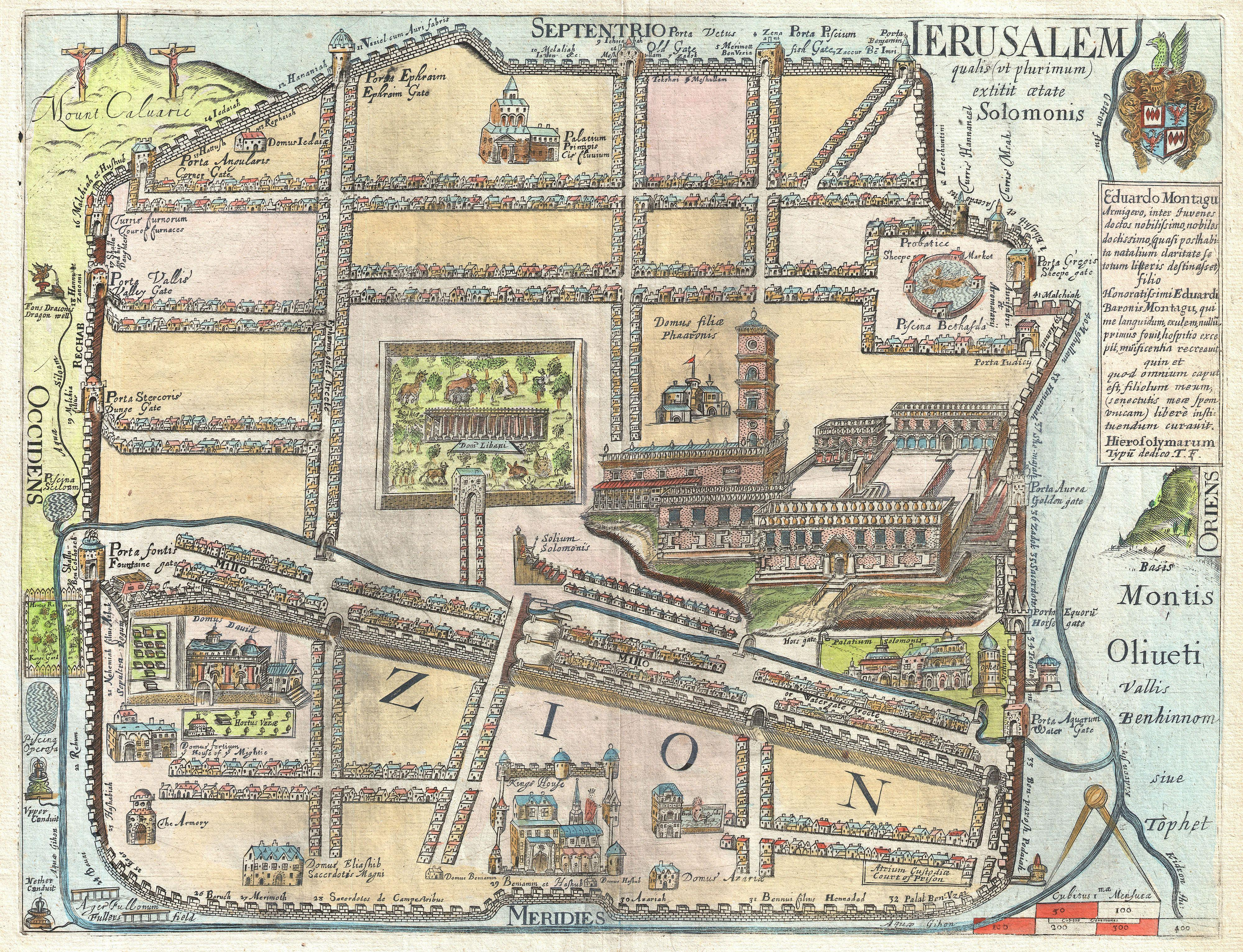
IERUSALEM qualis (ut plurimum) extitit ætate Solomonis, Thomas Fuller (1650). Este mapa imaginario representa la ciudad de Jerusalén durante el reinado de Salomón (representado en el centro, en su trono). La capital del Reino de Israel es el escenario del juicio de Salomón.

El reinado de Salomón se entiende tradicionalmente como ocurrido entre los años 970 y 931 a. C.. Salomón es un nombre hebreo, שְׁלֹמֹה (shĕlōmōh), que significa "pacífico", cuya raíz proviene del hebreo שָׁלוֹם (šālōm), que significa "paz".   A partir de esta raíz hebrea, se forma en griego antiguo Σολομών (Solomon), que el latín adoptó con la grafía Salomon.  En árabe, en la intersección del hebreo y el siríaco, Salomón se escribe سُلَيْمَان (Suleiman) y significa "hombre de paz".   Además de compartir una raíz etimológica común con estas culturas, Salomón resulta ser una figura importante en tres grandes textos sagrados de las religiones abrahámicas: el Tanaj para el judaísmo, la Biblia para el cristianismo y el Corán para el islam.
El juicio de Salomón forma parte del canon judeocristiano. Tanto en el Tanaj como en la Biblia, la acción se desarrolla de la misma manera, casi palabra por palabra, y se encuentra en los versículos 1 al 28 del tercer capítulo del Primer Libro de los Reyes. Su largo reinado de cuarenta años se caracteriza, entre otras cosas, por la construcción del templo de Salomón, el primer templo de Jerusalén dedicado al Dios de Israel.    La vida del hijo de David también ha sido ampliamente tratada por el historiador romano-judío Flavio Josefo en sus Antigüedades judías.. Rey ilustrado, constructor, reputado sabio y dotado de un gran sentido de la justicia, Salomón es también tradicionalmente recibido como el autor del Libro de los Proverbios, del Cantar de los Cantares y del Eclesiastés, los tres presentes en el Tanaj y Rey ilustrado, constructor, conocido por su sabiduría y gran sentido de la justicia, Salomón es también tradicionalmente considerado el autor del Libro de los Proverbios, el Cantar de los Cantares y el Eclesiastés, todos presentes en el Tanaj y en el Antiguo Testamento. Otros textos apócrifos también le son atribuidos, como los Salmos de Salomón, las Odas de Salomón y el Testamento de Salomón. . Para Iglesia Católica y algunas ramas de la Iglesia ortodoxa, Salomón es tradicionalmente atribuida la autoría del autor del Libro de la Sabiduría.  A lo largo de su reinado, Salomón fue rey de la Monarquía Unificada de Israel y Judá, pero a su muerte, el reino se dividió en dos entidades con el Reino de Israel al norte y el Reino de Judá al sur. 
Salomón es mencionado diecisiete veces en el Corán, especialmente en las suras 21 (Al-Anbiya) y 27 (An-Naml).  Aunque el juicio de Salomón de la tradición judeocristiana no aparece en el canon coránico, se relata otro episodio en el que Salomón demuestra su sentido de la justicia.  En la sura 21, cuando tenía 11 años y David era el rey, Salomón acompaña a su padre en un caso presentado ante el rey de Israel: un conflicto entre un agricultor y un pastor. Una noche, el campo del agricultor es destruido por un rebaño de ovejas que el pastor dejó sin vigilancia. Después de que el agricultor expone la situación a David,  este emite un juicio: el pastor deberá indemnizar al agricultor entregándole ovejas por un valor equivalente a las pérdidas sufridas. En ese momento, el joven Salomón interviene y le dice a David que, de haber sido él el juez, habría emitido un juicio diferente. Salomón propone que el pastor trabaje el campo del agricultor para compensar las pérdidas y, mientras tanto, confíe su rebaño al agricultor para que este lo aproveche. El pastor podrá recuperar su rebaño solo cuando el campo haya sido restaurado a su estado original.   David valora la astucia del juicio de su hijo y modifica su sentencia en favor de la propuesta de Salomón.
Además del juicio de Salomón, la iconografía salomónica judeocristiana le ha atribuido varios elementos simbólicos: el libro del Cantar de los Cantares, el león y el sello de Salomón, que es distinto de la estrella de David.  Patrono de los filósofos, botánicos, adivinos y astrólogos del Oriente abrahámico, Salomón también es una figura destacada en el ámbito esotérico, especialmente en la ocultismo, la demonología e incluso la brujería. Esto se refleja en libros como el Clavicula Salomonis, el Lemegeton, El Gran Grimorio y el Grimorium Verum, obras cuya autoría se le atribuye erróneamente. 
Así, en los textos sagrados de las tres grandes religiones monoteístas, Salomón recibe de Dios el don de la sabiduría, lo que le otorga, por extensión, un sentido muy agudo de la justicia y una erudición refinada.  .Es universalmente considerado como un profeta mayor y un soberano rico y poderoso del antiguo reino de Israel, que ha dejado una profunda huella en el imaginario de las religiones judía, cristiana e islámica.  Otro evento destacado en la vida de Salomón, sobre el cual coinciden las Escrituras, aunque los detalles varían, es la visita de la Reina de Saba a la corte de Salomón en Jerusalén. 

## Composición

Estudios del juicio de Salomón de Nicolas Poussin.
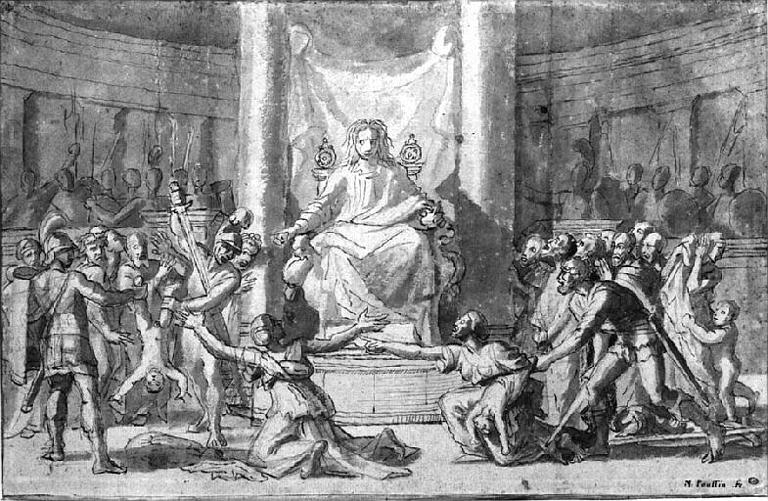
Estudio del Juicio de Salomón de la mano de Poussin. En el fondo de este dibujo preparatorio se encuentran numerosos personajes secundarios que el pintor decidió retirar, como lo demuestra el resultado final.
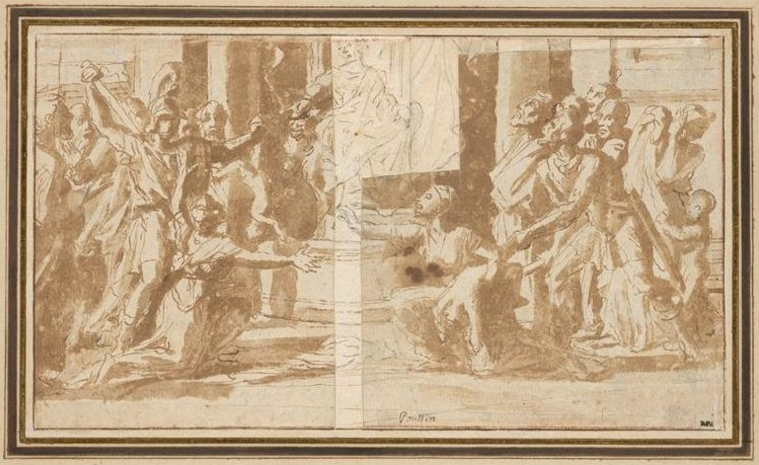
Estudio avanzado y reconstruido del Juicio de Salomón fechado en 1649, firmado por Poussin. En este dibujo preparatorio, la mayoría de los personajes están representados en lo que será su posición final, excepto dos cortesanos que finalmente serán eliminados.
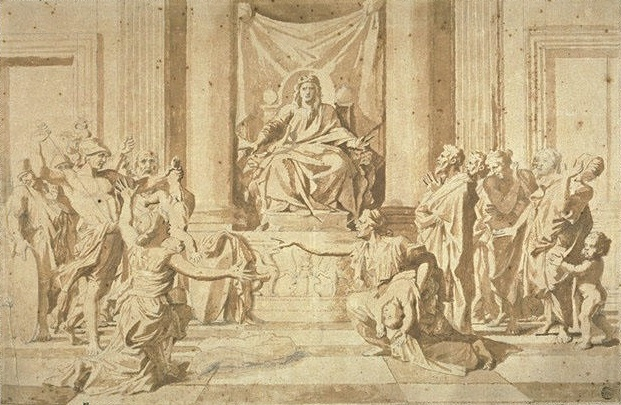
Último estudio conocido realizado por Poussin del Juicio de Salomón en 1649. Un único detalle importante diferencia este estudio de la pintura terminada: falta un trozo de tela en el suelo.

Georges Lafenestre, poeta, crítico de arte e historiador del arte francés, con la colaboración de Eugène Lazare Richtenberger, produjo entre 1893 y 1905 un catálogo razonado de obras de arte conservadas en diversos museos, incluidas las del Louvre. Por tanto, trabaja para producir una descripción del Juicio de Salomón que sea lo más objetiva posible. :

En el centro, Salomón, vestido con una túnica blanca y un manto rojo, está sentado, de frente, en un trono elevado entre dos columnas de serpentina; extiende las manos hacia las dos madres arrodilladas en primer plano. La madre de la derecha, que sostiene el cadáver de su hijo muerto y está girada de perfil hacia la izquierda, parece pedir la ejecución del juicio; la otra madre, vista de espaldas, levanta los brazos al cielo e implora a Salomón. A su izquierda, un soldado se prepara para atravesar con su espada al niño que sostiene suspendido por un pie. En el segundo plano, hay un grupo de asistentes, entre los cuales uno, apoyado en un escudo, gira la cabeza. A la derecha, se ven dos hombres, tres mujeres y un niño, cuyos gestos expresan terror.
Georges Lafenestre, Le Musée national du Louvre

Giovanni Pietro Bellori, teórico del clasicismo, primer biógrafo de Poussin y amigo de este último, también ofrece una descripción sobria pero precisa de la obra, en italiano, su lengua materna. Traducidos al francés, sus escritos dicen lo siguiente :

Salomón, sentado en el trono, con un rostro joven pero sabio y grave, ordena que se divida al niño vivo entre las dos madres. Muy conmovedor es el movimiento de horror que la naturaleza inspira a la verdadera madre, quien, arrodillada y con los brazos abiertos, grita, agarra y detiene el brazo levantado de aquel que ya ha alzado la espada y sostiene al niño que va a golpear por un pie. La madre falsa lleva en sus brazos a su hijo muerto y exige que se divida en dos al niño vivo, reclamando su parte con un gesto feroz e indigno.

Detrás, hay un sátrapa que se asombra del acto del Rey, y un eunuco, quien, con una mano fuera del manto, muestra un rostro entristecido y confundido. También aparecen dos mujeres: una que se gira y, horrorizada, levanta la mano; y otra que se inclina y llora. Poussin pintó esta escena para su amigo Pointel, y él mismo dio testimonio de su belleza, afirmando que era la mejor de las obras que había pintado.
Giovanni Pietro Bellori, Vies des peintres, sculpteurs et architectes modernes

Hacia 1687, Charles Le Brun, en su inventario de los bienes reales, describe el cuadro con palabras simples: «El Juicio de Salomón y una mujer a los pies de su trono que sostiene a un niño muerto en su brazo, junto con varias otras figuras, de 3 pies y 1 pulgada de altura, y 4 pies y 7 pulgadas de ancho».
De manera similar, Nicolas Bailly, guardián de los cuadros de la Corona, en 1710 describe la obra así: «Un cuadro que representa el Juicio de Salomón, donde aparece un hombre con un casco en la cabeza, sosteniendo a un niño por el pie y con la mano derecha una espada para cortarlo en dos; figuras de 20 a 22 pulgadas; con una altura de 3 pies y un ancho de 4 pies y 6 pulgadas; en su marco dorado».
El vizconde François Emmanuel Toulongeon describe con numerosos elogios la refinada composición del Juicio de Salomón. Valora la sobriedad con la que se representa a Salomón, cuya cabeza «está ceñida con una banda blanca; la vestimenta es una simple túnica de lino con un manto púrpura; todo el atuendo es antiguo y oriental», y agrega al mismo tiempo que «el trono tiene una hermosa forma egipcia, y los colores lacados del fondo, los tonos de lapislázuli y el cojín blanco forman una magnífica armonía cromática». La madre falsa es descrita como «sucia y desaliñada», en un claro contraste con la madre verdadera, cuyo tratamiento pictórico es más delicado y tierno.  .Entonces Toulongeon describe con pasión la escena del Juicio de Salomón. :

Todos los personajes participan en la acción. Un hombre de pie, vestido con una túnica amarilla, está lleno de admiración por la sabiduría del joven rey. [...] La mujer con túnica verde y un manto lacado dice, mirando a la mujer malvada: ¡cómo puede mentir de esa manera! Expresa horror, indignación y piedad. Otra mujer, vestida de azul, parece desconcertada y se aparta. La intención del pintor parece ser mostrar que estas dos mujeres acompañaron a su vecina y conocen su secreto, pero están abrumadas por la atrocidad de su impostura. Esa cabeza, en la sombra, tiene una transparencia y un efecto muy refinado.  El niño cerca de ella, que está de pie, solo tiene el sentimiento propio de su edad: miedo, al ver al soldado y su acción.
François Emmanuel Toulongeon, Manuel du muséum français

Composición de El juicio de Salomón de Nicolas Poussin
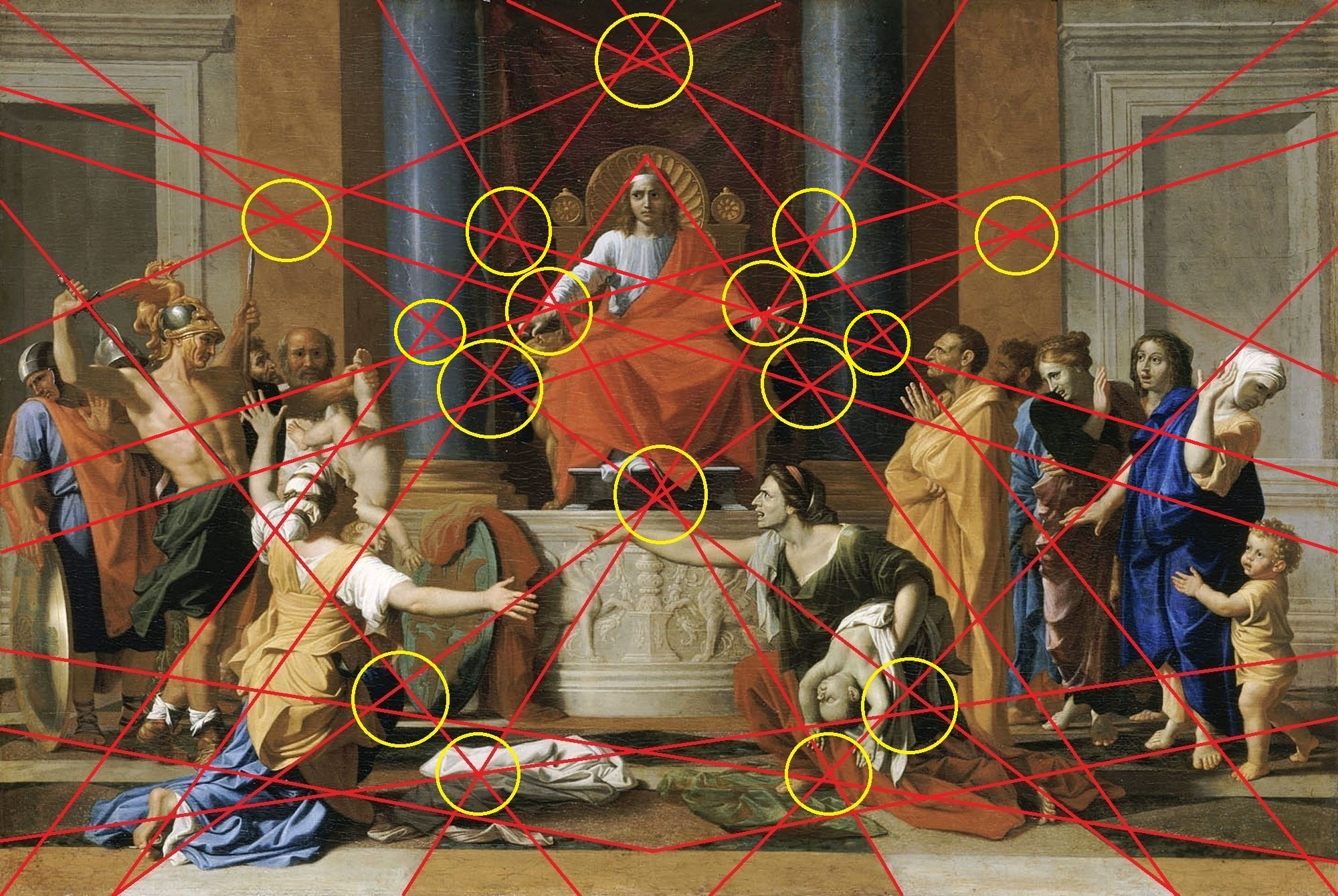
Líneas diagonales .
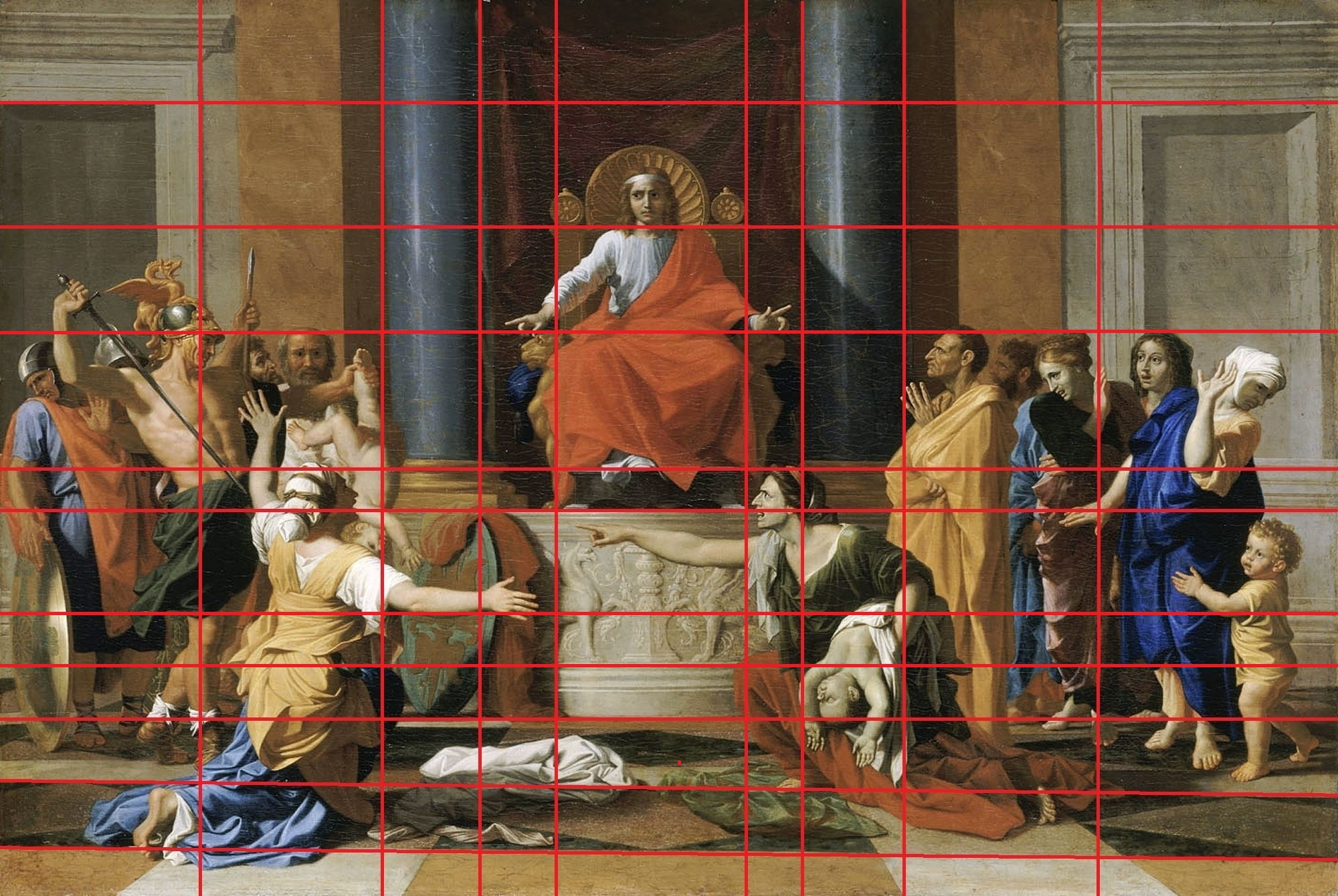
Líneas rectas .
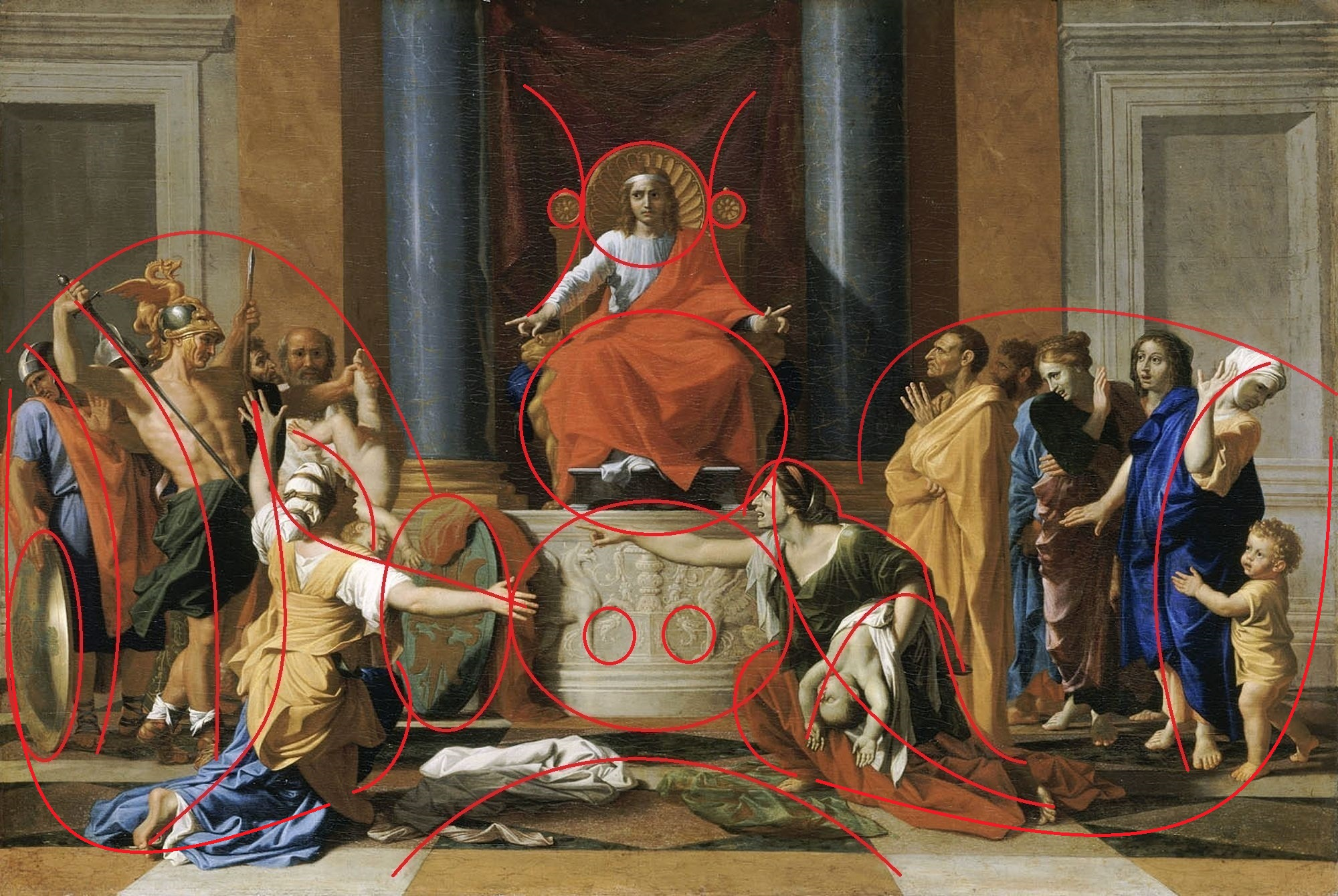
Líneas curvas .
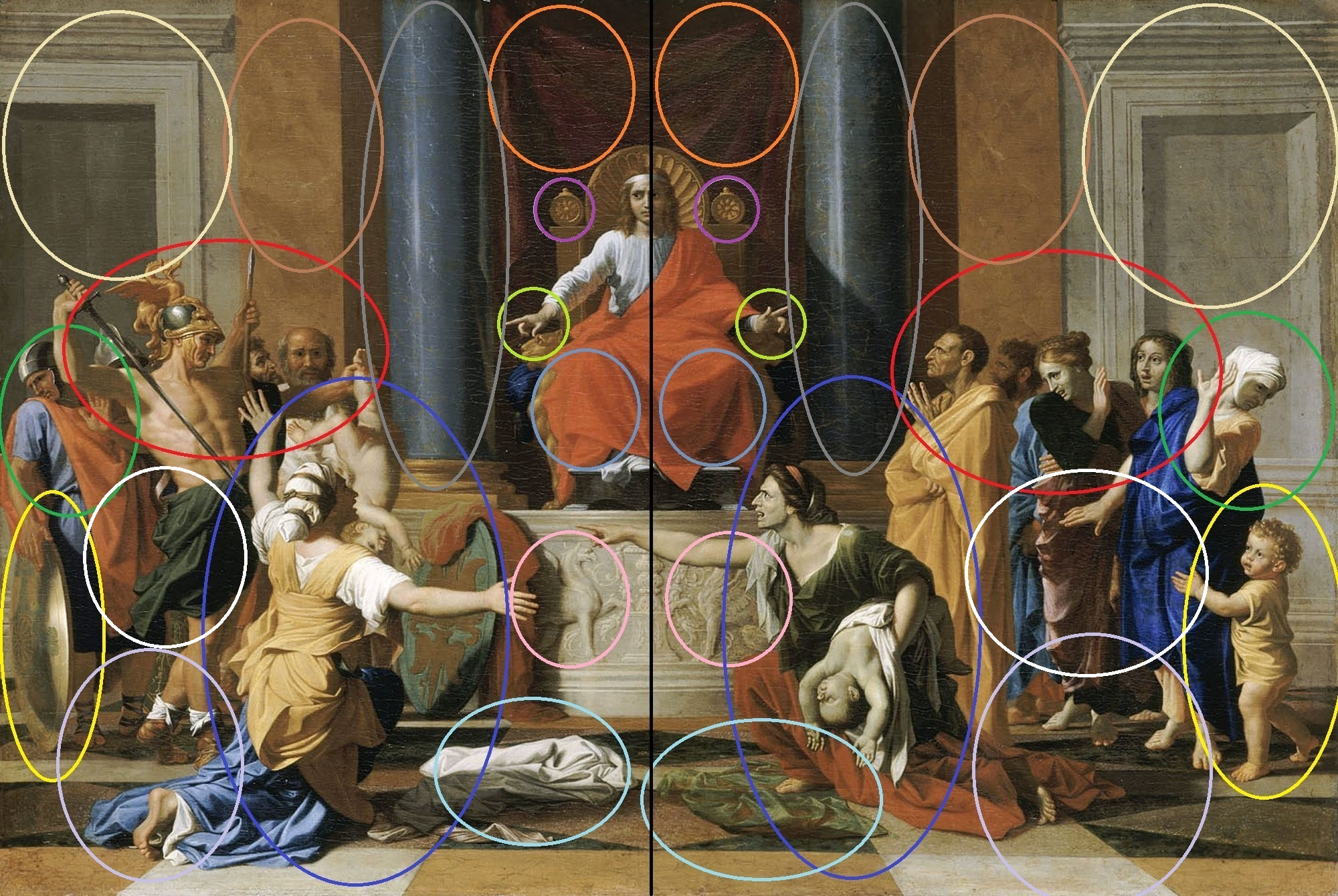
Simetría y equivalencias .

La apoteosis de Homero, Jean-Auguste-Dominique Ingres (1827). La composición del Juicio de Salomón, con su estructura piramidal, ha sido comparada con la de La Apoteosis de Homero de Ingres, una obra en la que el propio Poussin aparece representado, en la parte inferior izquierda.

Charles de Brosses considera que la composición del Juicio de Salomón es «de una disposición exquisita y de un colorido muy cuidado». Destaca que «las partes del conjunto están organizadas de tal manera que no hay una sola cuyo arreglo no sea agradable y que no forme un todo armónico, permitiendo al ojo captar de inmediato la excelente perspectiva del lugar donde transcurre la acción. Esta perspectiva crea una amplia extensión dentro de un pequeño espacio cuadrado y contribuye a definir claramente la ubicación de las figuras, haciendo que su acción sea nítida y sin confusión».
Para de Brosses, Poussin sobresale en la representación de interiores, logrando una claridad que ilumina la obra y dota al pintor de un estilo cuyo tono es «sabio, erudito y ordenado».
En su Gramática de las artes del dibujo, Charles Blanc, historiador y crítico de arte francés, cita El juicio de Salomón de Poussin como una composición pictórica donde el punto de vista es acertado.   Observa que los grandes maestros de la pintura, en sus obras más conocidas, sitúan el punto de vista ya sea en el centro del cuadro, en la intersección de las diagonales, o a igual distancia de las líneas laterales del marco  Blanc describe el efecto que esto produce de la siguiente manera:

De esto resulta una simetría que posee algo de gravedad, calma y majestuosidad, cualidades que se adaptan perfectamente a los temas religiosos y a las escenas imponentes de la historia. El equilibrio óptico producido por la igualdad de las masas correspondientes proporciona al espíritu una especie de ponderación moral. En todos los lugares donde la arquitectura ofrece una perspectiva claramente definida, el punto de vista situado en el centro de la escena atrae inicialmente la atención del espectador y, posteriormente, la mantiene fija. Si, por ejemplo, Jesucristo está sentado en el centro del cuadro en 'La Última Cena', las líneas que convergen hacia el punto de vista dirigen constantemente la mirada del espectador hacia la figura dominante, hacia donde se vuelven una y otra vez los pensamientos.
Charles Blanc, Grammaire des arts du dessin, architecture, sculpture, peinture

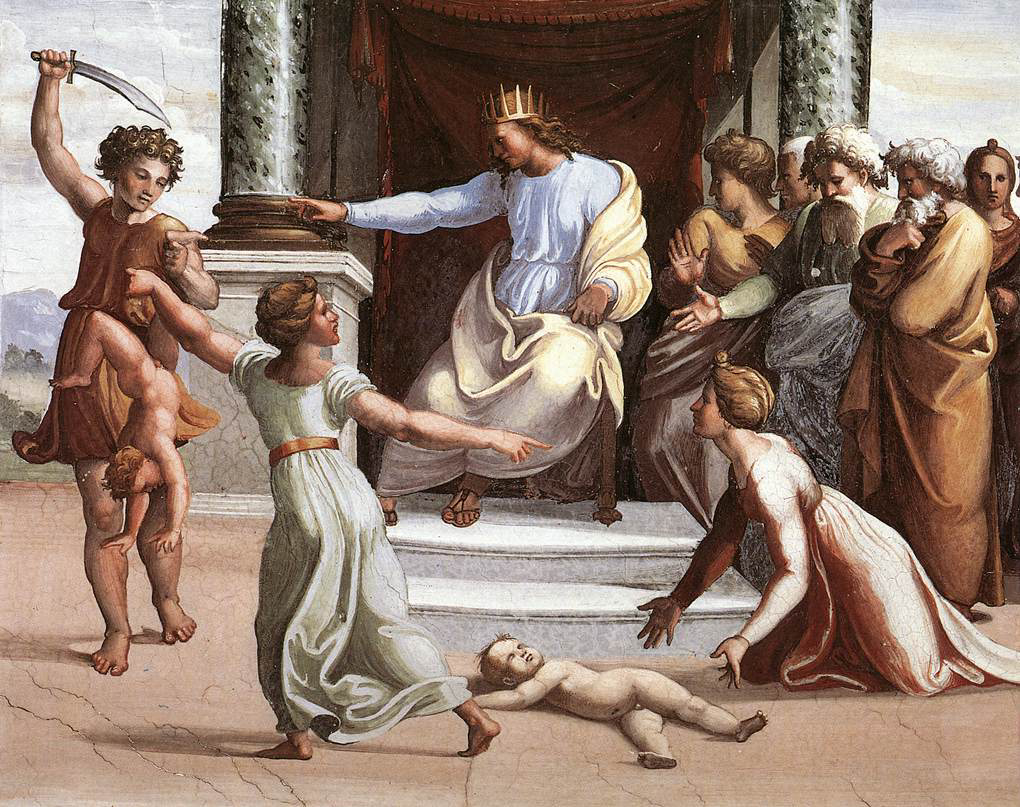
El juicio de Salomón, Rafael (1518-1519). Nicolas Poussin se habría inspirado en la composición del Juicio de Salomón de Rafael para realizar su cuadro. Poussin consideraba a Rafael como un mentor y un modelo a seguir.

"Para Blanc, el mismo efecto se halla en El Juicio de Salomón de Poussin, cuya composición establece un paralelismo con La Apoteosis de Homero de Ingres: «Salomón, en su trono, a punto de dictar justicia, me parece aún más justo en la disposición que el pintor le ha dado, en una composición cuyo equilibrio riguroso parece aludir a la imparcialidad soberana del juez que ocupa el centro». Más aún, por la estructura geométrica de la composición, Salomón se sitúa en el vértice superior de un triángulo cuyos lados inferiores son las dos mujeres. La inmovilidad del rey de Israel, acentuada por la estructura piramidal del cuadro, subraya la sabiduría que se le atribuye. La obra es, además, alabada por su gran simetría, armonía y claridad, valores muy apreciados por los seguidores de la Escuela de Francia. Charles Blanc añade también, como detalle histórico, que en la tradición hebrea, el trono de Salomón es de marfil. 
Francesco Algarotti, citado por Charles de Brosses, coincide en esta apreciación: «La medida que Poussin solía elegir para la altura de sus personajes es la que los pintores deberían preferir casi siempre, pues es la más propicia, ya que permite al ojo abarcar con mayor facilidad todo el tema de la pintura». Según Algarotti, esta sabia elección de Poussin al elaborar sus cuadros es lo que asegura su éxito.

Jacques Depauw, profesor universitario y experto en el siglo XVII y en historia religiosa, ofrece también una breve descripción del desarrollo de la acción en la pintura :

Cromatismo del juicio de Salomón de Nicolas Poussin
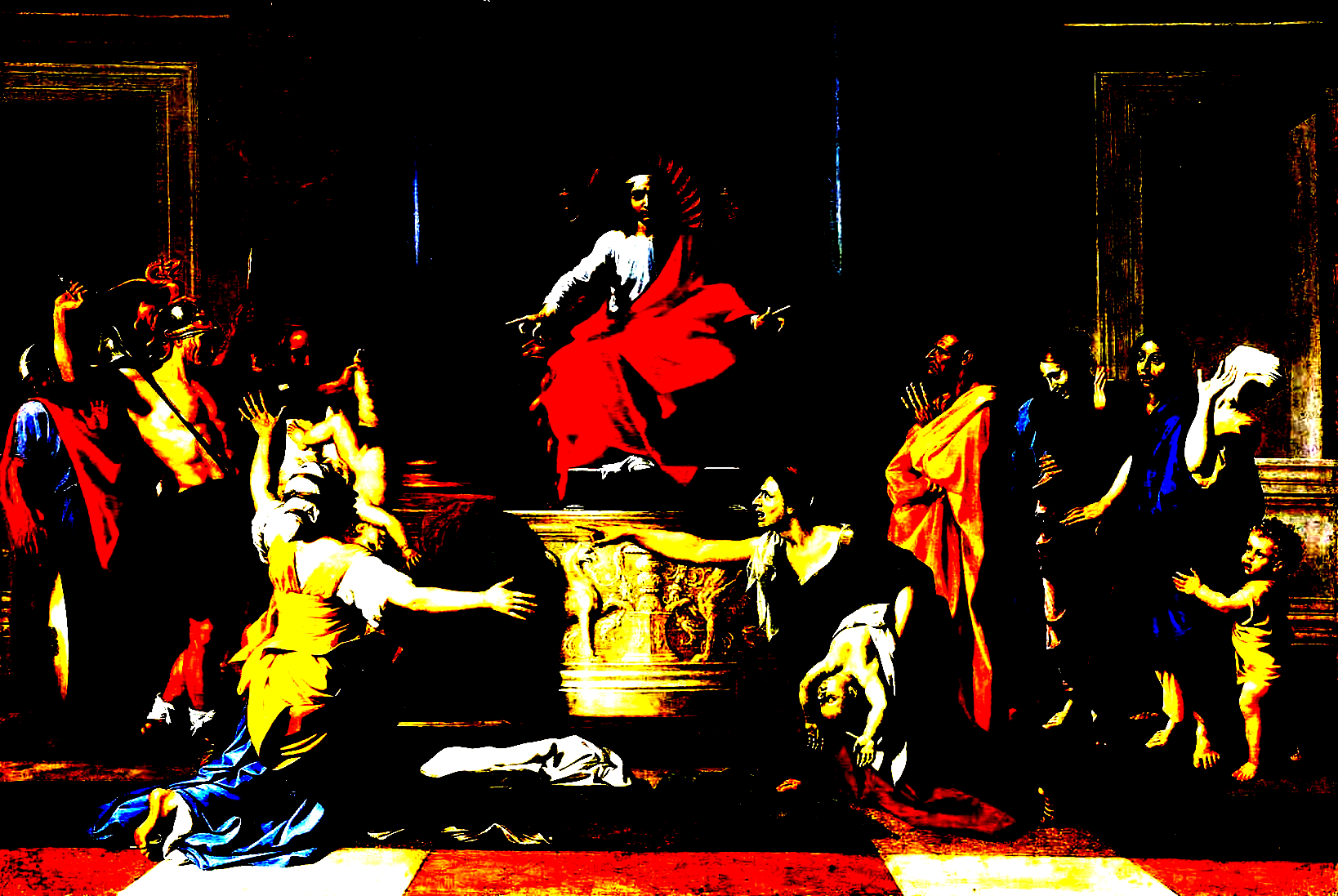
Contraste .
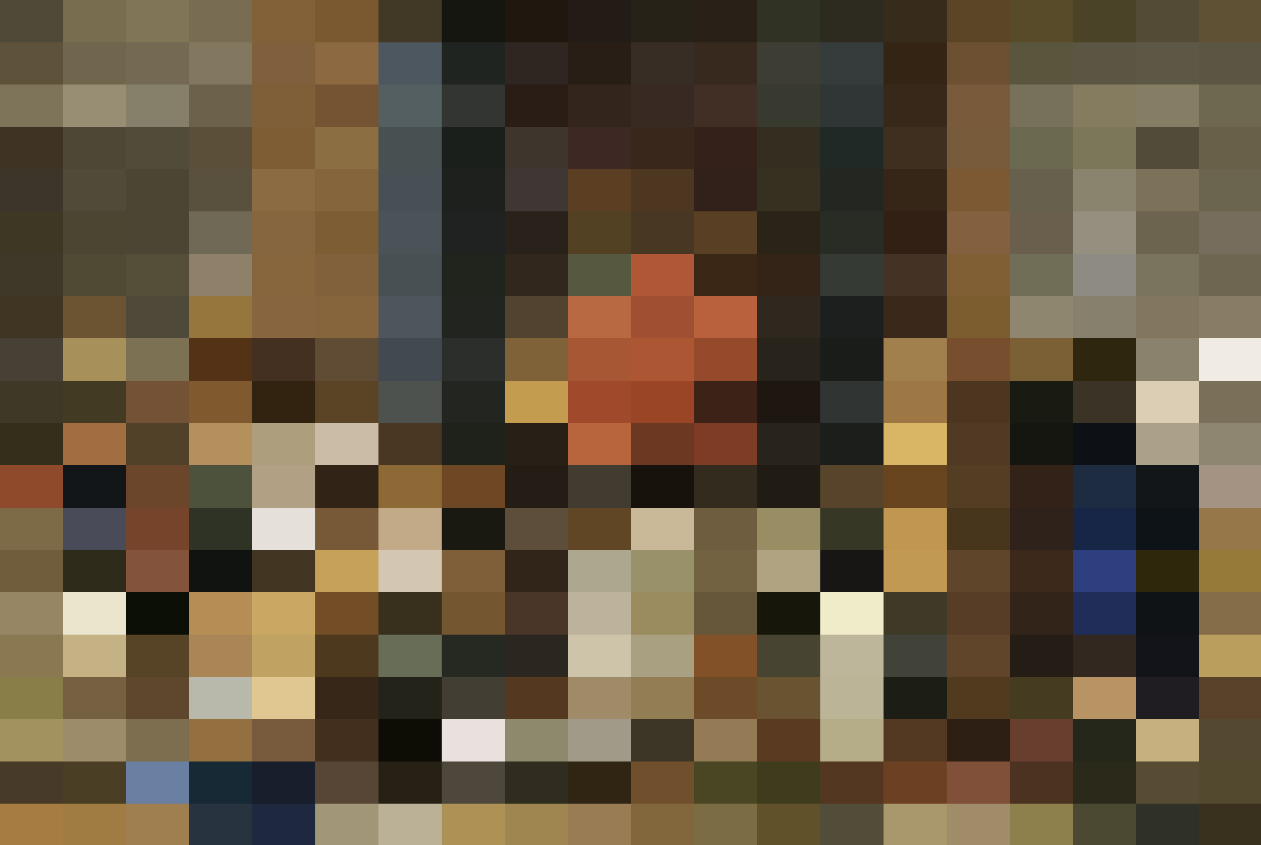
Paleta de colores .
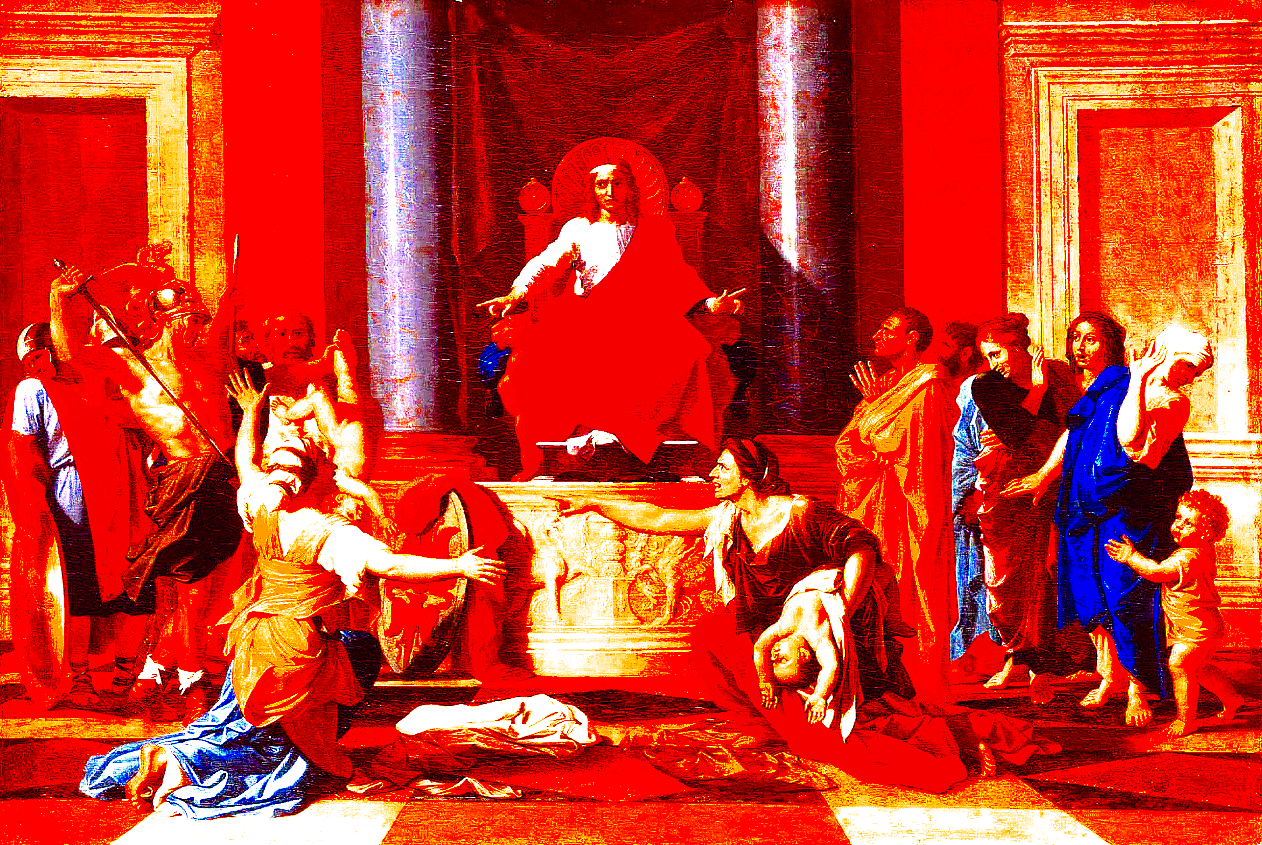
Colores cálidos y fríos.

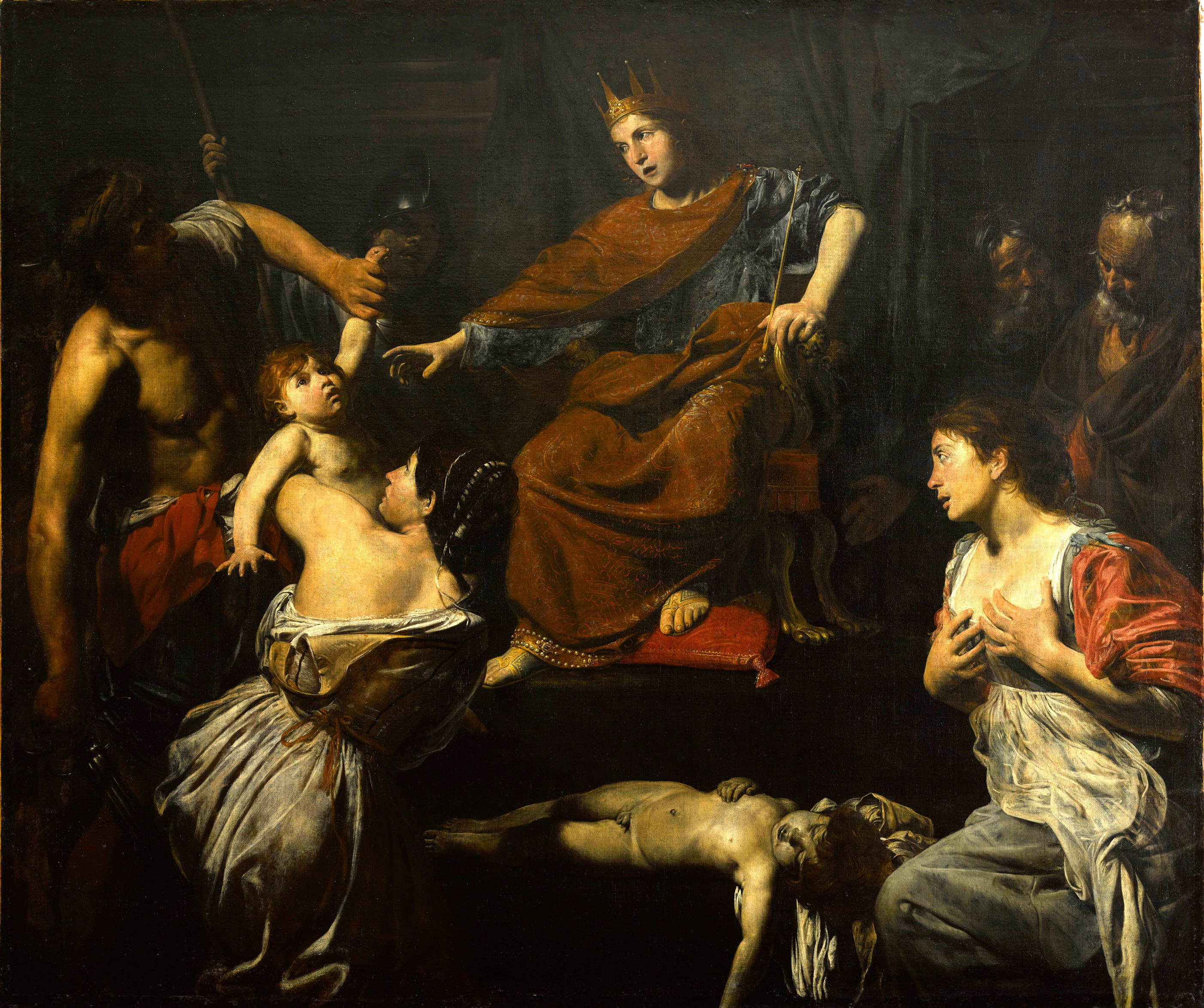
El Juicio de Salomón, Valentin de Boulogne (1627-1629. Este Juicio de Salomón suele compararse con el de Nicolas Poussin. La técnica empleada por Valentin de Boulogne (claroscuro caravaggesco y composición dramática y en movimiento) es mucho más barroca que la de Poussin, más apegada a la corriente clásica.

En su página web personal, Bernard Marie Collet realiza un análisis exhaustivo del Juicio de Salomón

Salomón tiene el rostro de un joven, ocupa casi el centro de la composición y, sobre un alto pedestal, domina la escena. Las dos columnas que lo enmarcan y las líneas de fuga del pavimento acentúan esta centralidad. La frente del joven rey es la cima de un triángulo que inician sus dos brazos extendidos. Es el triángulo de la tragedia que se va a desarrollar. Esta simetría notable no deja de evocar los platos de la balanza, símbolo habitual de la justicia. [...] El soldado, cuya cabeza sobresale por encima de los demás personajes, está firmemente plantado y agarra al niño por un pie, esta posición invertida refuerza el efecto dramático. Desenvaina su espada y comienza la rotación del arma que le permitirá golpear. La mujer a la derecha dice: '¡No será ni mío ni tuyo, compartámoslo!' Aquí es el movimiento más rápido y violento: la mano extendida al final de su brazo es como otra arma dirigida contra el niño. Esta proyección de la mujer hacia adelante se refuerza por su desplazamiento hacia la izquierda, en relación con los ejes de la composición. También se puede notar el paralelismo entre la inclinación de esta mujer agresiva y la inclinación de la espada. Al separar sus brazos en un gesto protector, la verdadera madre implora: '¡Por favor, Señor! ¡Dadle el niño vivo, no lo matéis!' Este gesto amplio que envuelve al niño lo aísla de la espada negra. Observad la expresión de las manos: la izquierda con los dedos ampliamente separados para detener al verdugo: '¡No lo matéis!'; en cambio, la derecha con los dedos más juntos señala a la otra madre: 'Dadle el niño vivo'
Bernard Marie Collet, Nicolas Poussin - Le jugement de Salomon.

Collet señala también que la luz proviene de la izquierda del cuadro, incidiendo lateralmente y iluminando la espalda de la mujer a la izquierda y la camisa de Salomón.  En cuanto a la paleta de colores, Collet observa que, debido a la predominancia del amarillo y los tonos ocres, la tonalidad general del Juicio es cálida. De manera más específica, Bernard Marie Collet analiza cuatro colores concretos y su relación con los objetos:
- Rojo : Manto de Salomón, capa del soldado de la izquierda, manto del escudo apoyado en el trono, vestido de la madre de la derecha, la cortina oscurecida detrás de Salomón.
- Azul :Azul saturado del manto de la mujer de la derecha, un recuerdo oscurecido a la izquierda del trono, azul luminoso de la madre de la izquierda, un azul contenido en el soldado de la izquierda y en una mujer a la derecha.
- Verde : El soldado que saca su espada, la carnación del niño muerto y de la madre acusadora de la derecha;
- Amarillos y ocres : muros y suelo, amarillo luminoso para la madre protectora, amarillo saturado del consejero filósofo (a la izquierda de Salomón), el oro del trono, la base de las columnas. [72]

No es raro que los comentaristas de este cuadro señalen que Poussin se equivocó en cuanto a las dos madres al representar a la "mala" madre con el niño muerto, mientras que, según el relato del juicio de Salomón, la "mala" madre debería tener consigo al niño vivo que sustituyó al suyo cuando se dio cuenta de su muerte. Esta interpretación se ha impuesto tanto que se mostraba junto al cuadro durante la gran exposición del invierno pasado. Apenas se señala el "error", uno se ve obligado a reconocer que no se lo explica. De hecho, es inverosímil si recordamos la celebridad de este relato y el rigor con el que Poussin componía sus cuadros. [...]

Tomemos el mismo tema tratado por Valentin. No tenemos ninguna dificultad. El niño muerto está al fondo del cuadro, en su centro. Arriba, el joven Salomón, en un trono. A la izquierda, la madre, de cuyos brazos el verdugo acaba de arrancar al niño, y a la derecha, la otra mujer, que ha venido con el niño muerto que ha depositado a los pies del rey. Por la dulzura de su rostro, por su actitud humilde, no dudamos: es ella quien en un instante, va a renunciar a su propio hijo para salvarle la vida al otro. Los brazos cruzados sobre el pecho anuncian su oración: "Señor, por favor..."
Jacques Depauw, À propos du Jugement de Salomon de Poussin

Al elegir representar este episodio bíblico, Poussin ilustró el conflicto entre la sabiduría y las pasiones humanas, plasmado en la rigidez y simetría de la composición, las actitudes de los personajes y la yuxtaposición de colores. El Juicio de Salomón de Poussin busca representar la justicia en su sentido más amplio.  Salomón, en el centro del cuadro, encarna la justicia, simbolizada por la balanza[. Arik Jahn, en un artículo de 2015, coincide en que el equilibrio de la composición refleja la temática de la justicia.. El rostro de Salomón, bañado por luces y sombras, y los colores de los vestidos de las mujeres, que se corresponden en lados opuestos, junto con el equilibrio entre el escudo y el niño, refuerzan esta idea.  El rostro de Salomón también está bañado de sombras y luces, los colores de los vestidos de las mujeres se reflejan en el lado opuesto, el escudo de la izquierda está completamente equilibrado por el niño rubio de la derecha. Una de las mujeres atraviesa la diagonal del cuadro, mientras que la otra la evita, creando una tensión visual. La composición parece inclinarse hacia la izquierda, donde se concentra la acción.  Oskar Bätschmann, historiador de arte suizo destaca la gran tensión de la obra debido a la severidad inicial del juicio, y describe a Salomón como un juez imparcial y un símbolo del buen gobernante.
Como la gran mayoría de sus obras, Poussin optó por no poner su firma en El Juicio de Salomón. 

## Recepción crítica

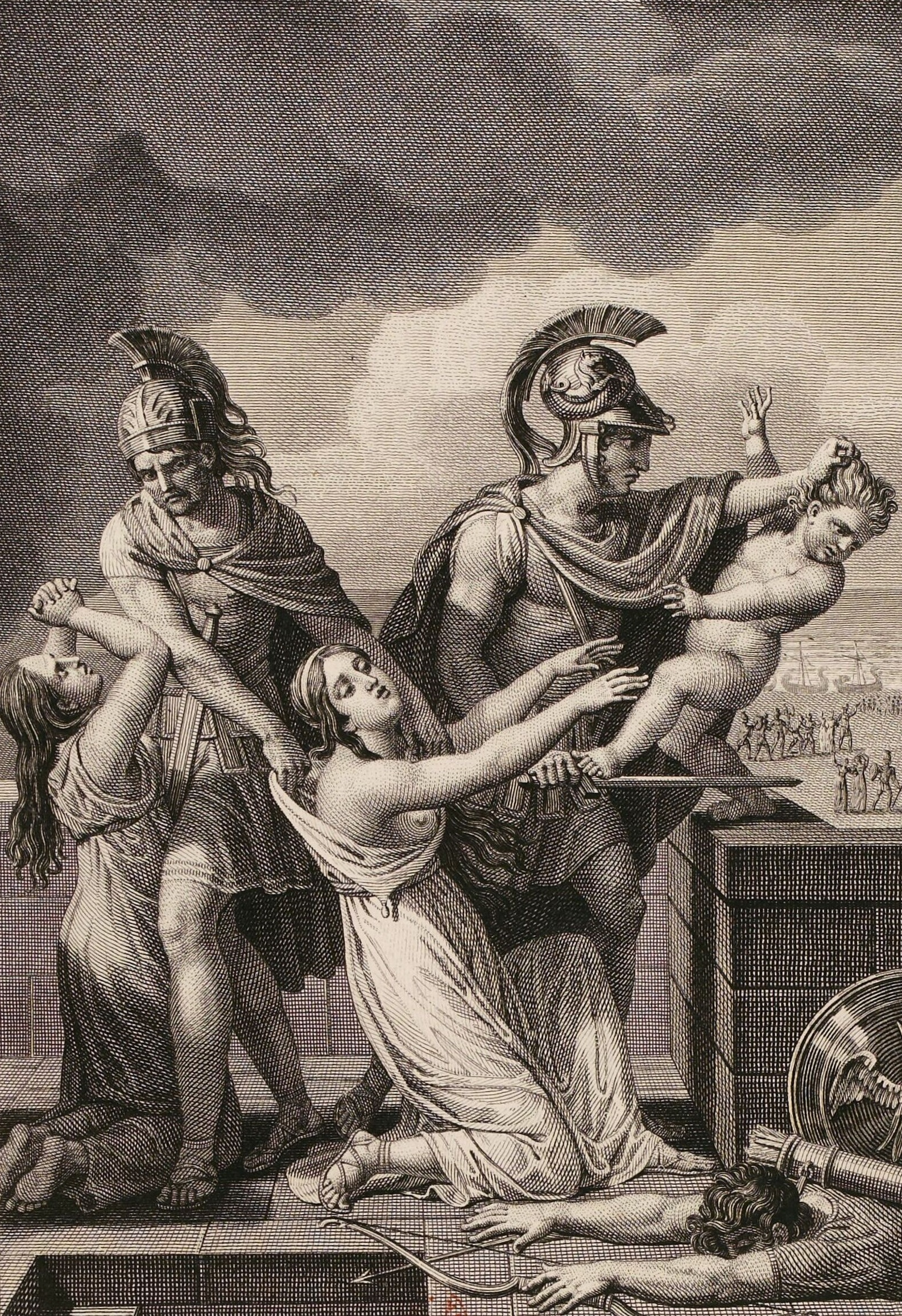
Las desventuras de la buena madre en El Juicio de Salomón son comparadas con las de Andrómaca, una troyana que no pudo salvar a su hijo cuando Neoptólemo (o Ulises, según las fuentes), el hijo de Aquiles, se apoderó de su hijo Astianacte para arrojarlo desde lo alto de las murallas de la ciudad conquistada de Troya.

En un recopilatorio donde aborda la ciencia de los artistas y reflexiona sobre observaciones generales, Alexandre Lenoir, medievalista y conservador de museo francés, dedica un capítulo al amor paterno y materno.  En lo que respecta al aspecto materno, toma como ejemplo, además de la Andrómaca de la obra de teatro homónima de Jean Racine, la figura de la madre en El juicio de Salomón de Nicolas Poussin, para ilustrar su argumento mientras elogia el éxito de la obra en torno a esta temática:

Sin duda, Poussin, quien pintó de una manera tan admirable *El juicio de Salomón*, conocía el corazón de una madre tan bien como Racine. Este cuadro debe servir como modelo para todos aquellos que deseen plasmar el sentimiento que experimenta una madre al ver a su hijo a punto de ser sacrificado ante sus ojos; preferirá renunciar a su hijo antes que verlo perder la vida. Cito este cuadro porque expresa a la vez la ternura de una verdadera madre y los sentimientos de aquella que, sin serlo, quiere aparentar serlo. 

Dos mujeres se disputan un hijo: una es su madre, la otra pretende serlo. La situación es incierta, ¿cómo resolverla? «Que se divida este niño en dos y se dé una parte a cada una de estas mujeres», dice el sabio Salomón. Una lo acepta, la otra renuncia a su título de madre y cede a su hijo para salvarlo de la muerte. «Esta es la verdadera madre», declara el rey, y la disputa queda resuelta.

Los pintores y los poetas tienen a menudo la oportunidad de representar el amor materno llevado al extremo por el peligro que amenaza al ser amado; y no creo que puedan encontrar ejemplos más hermosos a seguir para expresar esta pasión, que domina todos los intereses y está por encima de todos los sacrificios, que en Racine y Poussin.
Alexandre Lenoir, La Vraie science des artistes.

Jean-François Sobry, autor de Poética de las artes, emite un juicio similar sobre la misma obra:
«El juicio de Salomón, de Poussin, ofrece detalles igualmente perfectos; pero es un tema tan conocido que todo espectador instruido puede disfrutar desarrollándolos por sí mismo. No obstante, señalamos la pose majestuosa, tranquila y casi simétrica de Salomón, sentado en su trono, en el centro del cuadro. Todo en él contribuye a transmitir en el espíritu la idea de elevación, de impasibilidad, de la perspicacia del juez. No hay nada, ni siquiera las líneas y los paralelos en la arquitectura, que no anuncie la presencia de la justicia. Y no es la única vez que Poussin ha sabido hacer que los elementos materiales de su composición refuercen el efecto moral de su obra».
Para el autor de un artículo publicado en una revista enciclopédica en 1826, Poussin es uno de los mayores genios que Francia haya producido. Explica en estos términos lo que, para él, hace de Poussin un gran maestro de la pintura:
«La gravedad de su estilo, el hermoso orden de sus composiciones, la verdad y la variedad de expresión de sus diversos personajes, son un motivo constante de admiración y estudio. Entre las obras de este maestro que posee el Museo, hay una, El juicio de Salomón, que ofrece en el más alto grado todos los méritos que acabo de señalar».
Charles-Paul Landon, pintor, grabador e historiador del arte francés, escribe que «es imposible representar mejor que Poussin la alegría feroz grabada en el rostro lívido de la mala madre, visible en su gesto imperativo». Añade además que «las figuras de este cuadro están perfectamente dibujadas» y que «los pliegues de las vestimentas están ajustados con ese gusto noble y severo que Poussin había adquirido en su estudio de lo antiguo».
Por su parte, Pierre-Marie Gault de Saint-Germain afirma que «se debe considerar este cuadro como uno de los mayores modelos del arte de la imitación en la expresión; no se puede imaginar nada superior a los caracteres y sentimientos que animan a los actores de esta escena».
Maria Graham, viajera y autora inglesa, escribe que El juicio de Salomón «es considerado como una de las obras más bellas de Poussin, y quizá ningún pintor haya tratado mejor este tema». Sin embargo, observa que «no hay suficiente belleza en las mujeres, y su expresión de violencia provoca más horror que simpatía».
Para François Emmanuel Toulongeon, esta obra de Poussin «está por encima de los elogios; es incluso, entre las obras maestras de Poussin, un modelo de sentimiento, expresión, espíritu y moralidad». Charles de Brosses coincide y afirma que no solo es uno de los mejores cuadros de Poussin, sino también uno de los mejores cuadros de caballete que conoce.
Oskar Bätschmann sugiere que en El juicio de Salomón puede percibirse el deseo de Poussin de que cesaran los conflictos religiosos en Francia, superponiendo al debate emocional una idea de justicia, sabiduría y equidad.  André Félibien concluye de manera sencilla que El juicio de Salomón «es admirable por la corrección del dibujo y la belleza de las expresiones».

### Atribuciones de errores

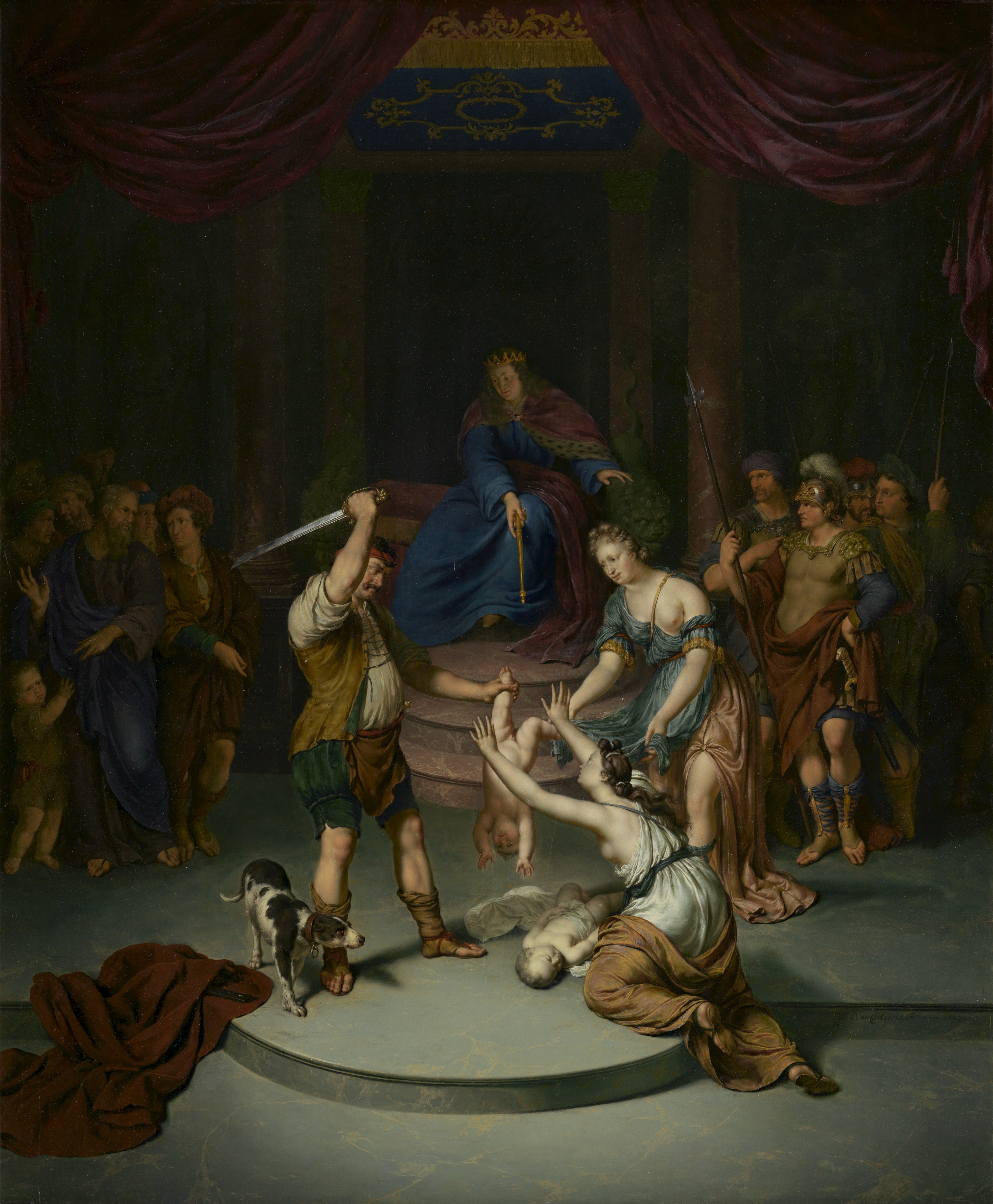
El juicio de Salomón, Willem van Mieris (1709). En esta representación del juicio de Salomón, el bebé muerto está depositado frente a Salomón, mientras que la buena madre, con los brazos en alto, intenta detener la ejecución sumaria del bebé vivo. Por otro lado, la mala madre, de cuyas manos se ha arrancado el bebé vivo, no hace nada por intervenir.

El diputado e historiador François Emmanuel Toulongeon, a pesar de los elogios que dedica a El juicio de Salomón, señala ciertos errores e imperfecciones presentes en el cuadro:
- «El bajorrelieve [del trono] tiene un estilo demasiado griego, mucho más moderno».
- «[Un hombre] está afeitado; los hebreos llevaban barba; este error histórico es muy raro en las obras de Poussin».
- «[El soldado semi-desnudo] es una inconveniencia, sobre todo frente al rey, [y está] inapropiadamente tocado con un casco al estilo griego; también está sin barba».
- «El niño [que el soldado sostiene] colgado por un pie debería tener el vientre abultado hacia el estómago debido a su posición; es un error de anatomía, y su pie no parece percibirse en la mano del soldado».
- «A la derecha hay también una cabeza admirada cuya expresión es fría y parece un elemento de relleno».
- «La mano derecha de Salomón no está correctamente dibujada».
- «Las dos manos de la mujer a la derecha, vestida de azul, no tienen el mismo color de piel».
- «[La arquitectura del fondo], aunque rica, noble y elegante, recuerda demasiado la arquitectura griega de la época de Pericles». [66]

Toulongeon justifica su enfoque crítico al afirmar: «Es en los cuadros de primer orden donde hay que buscar y señalar las imperfecciones; en los demás, se buscan las bellezas». 
Charles-Paul Landon, a pesar de sus elogios, también señala lo que considera imperfecciones en el cuadro de Poussin:
- «Quizá sea una licencia haber representado medio desnudo al soldado que se prepara para golpear; [parece] más un guerrero griego que un guardia del rey de Israel».
- «Los tonos de las vestimentas no tienen ninguna armonía entre sí».
- «Las tonalidades de las carnaciones carecen de realismo».

Jacques Depauw destaca en su artículo sobre El Juicio de Salomón de Poussin que el pintor cometió un error en la composición de la obra. El autor afirma en su párrafo inicial:

Poussin, al igual que la mayoría de los pintores que han abordado este tema, representa el momento exacto en que el verdugo empieza a cumplir la orden de Salomón. Acaba de arrancar el niño de los brazos de la mujer, que se muestra completamente sorprendida. La espada aún no se ha levantado. La mano derecha de Salomón sigue transmitiendo la orden que acaba de dar, mientras que su mano izquierda ya calma la sorpresa del consejero filósofo, que expresa su asombro con los dedos extendidos, y el miedo de las mujeres, una con un gesto de lamentación, la otra, acompañada de un niño, al negarse a presenciar lo que está a punto de suceder. A esta mujer que se niega a ver, en el extremo derecho, se corresponde en el extremo izquierdo, el soldado que también rehúsa mirar.
Jacques Depauw, À propos du Jugement de Salomon de Poussin

Depauw parte de esta premisa para elaborar una teoría de análisis de la que se habla en la sección «La «buena» y la «mala» madre» del presente artículo. Este error atribuido al pintor también ha sido señalado por Oskar Bätschmann en su Dialectics of Painting, publicado en 1999: «el cuadro es difícil de interpretar ya que se desvía del texto bíblico y de las convenciones pictóricas» con relación al tema tratado 

## Reproducciones

### Grabados
La primera estampa del Juicio de Salomón que la posteridad recuerda es la realizada por Jean Dughet, cuñado de Nicolas Poussin, entre 1653 y 1670. Hermano de Gaspard Dughet y de Anne-Marie Dughet, Jean Dughet fue un colaborador cercano y heredero de numerosos bienes de Poussin, incluyendo su taller.  Con dimensiones de 44,8 x 68 centímetros, el grabado al buril que Jean Dughet produjo está dedicado a Camillo Massimo.  Se realizaron otros dos ejemplares en contraprueba, pero esta vez dirigidos a un tal Matteo Giudice.  La estampa de Dughet, como se ilustra en este artículo, es uno de estos dos ejemplares publicados después de la muerte de Dughet en 1676, con la adición del escudo de armas de los Médicis.La estampa de Guillaume Chasteau, realizada mediante la técnica de la calcografía en 1685, con dimensiones de 37 x 52,7 centímetros, va acompañada de una doble leyenda, en latín y francés, cuya traducción al francés moderno es: "El sabio Salomón invocó a la Naturaleza para ser árbitro de su Juicio, la verdadera madre no pudo soportar que su hijo fuera dividido".   La última estampa del Juicio de Salomón producida en el siglo XVII es la de Martial Desbois, fechada en 1691 y publicada en el Tabellæ selectæ ac explicatæ de Charlotte-Catherine Patin. Con dimensiones de 27,8 x 39,5 centímetros, la estampa va acompañada de dos leyendas en latín, la primera, en letras grandes, se traduce como "El más célebre de los juicios de Salomón", mientras que la segunda, en letras más pequeñas, indica que se trata de una representación basada en la obra de Nicolas Poussin.  
Étienne Gantrel, "grabador del Rey", produjo una estampa del Juicio de Salomón de 46,2 x 52,5 centímetros alrededor de 1700.  La leyenda inscrita bajo la estampa reproduce exactamente la misma fórmula bilingüe en latín y francés que la estampa producida por Guillaume Chasteau.La estampa de Gantrel fue reproducida y publicada alrededor de 1750 por el marchante de estampas Robert Hecquet con dimensiones diferentes, de 55 x 74,5 centímetros.  En la leyenda que acompaña la estampa, Hecquet decidió eliminar la doble fórmula latín-francés utilizada por sus predecesores para incluir únicamente el texto en francés: "El sabio Salomón invocó a la Naturaleza para ser árbitro de su Juicio, la verdadera madre no pudo soportar que su hijo fuera dividido". Étienne Baudet, también grabador del Rey en 1693, se dedicó igualmente a reproducir fielmente El Juicio de Salomón en forma de grabado, pero no lo logró con mucho éxito. La estampa observada en contraprueba está catalogada por Roger-Armand Weigert, quien indica que mide 45,2 x 69 centímetros. Baudet realizó esta estampa en Roma y, al igual que la de Gantrel, al no tener una fecha clara, se estima que fue realizada alrededor de 1700.
Jean-Auguste-Dominique Ingres recibió el encargo en 1802 por parte del Museo del Louvre para producir un grabado del Juicio de Salomón. A la edad de 22 años, este fue el primer encargo oficial para el joven pintor. Debido a una disputa de carácter monetario, el joven pintor francés abandonó este proyecto y el grabado, del cual menos de un cuarto había sido completado, quedó inconcluso. Dos años más tarde, en 1804, apareció en el sexto volumen de las Annales du Musée et de l'École moderne des beaux-arts la primera estampa del Juicio de Salomón del siglo XIX, realizada por Charles Normand.  En 1814 se publicó en el octavo volumen del Cours historique et élémentaire de peinture de chez Filhol, Artiste-Graveur et éditeur, una estampa del Juicio con dimensiones de 14,7 x 19,5 centímetros, fruto de la colaboración de tres artistas: Denis-Sébastien Leroy, Louis-Yves Queverdo y Antoine-Claude-François Villerey.La estampa que ha llegado hasta nosotros del Juicio de Salomón de Antoine-Alexandre Morel es una prueba de estado, es decir, una de las primeras impresiones de la estampa antes de que se añadiera una leyenda (la letra) mediante otro proceso de impresión.   Morel, alumno de David, es grabador al aguafuerte con buril.  Terminado en 1825, el grabado tiene unas dimensiones de 58,5 × 78,9 centímetros. 

Grabados del juicio de Salomón de Nicolas Poussin
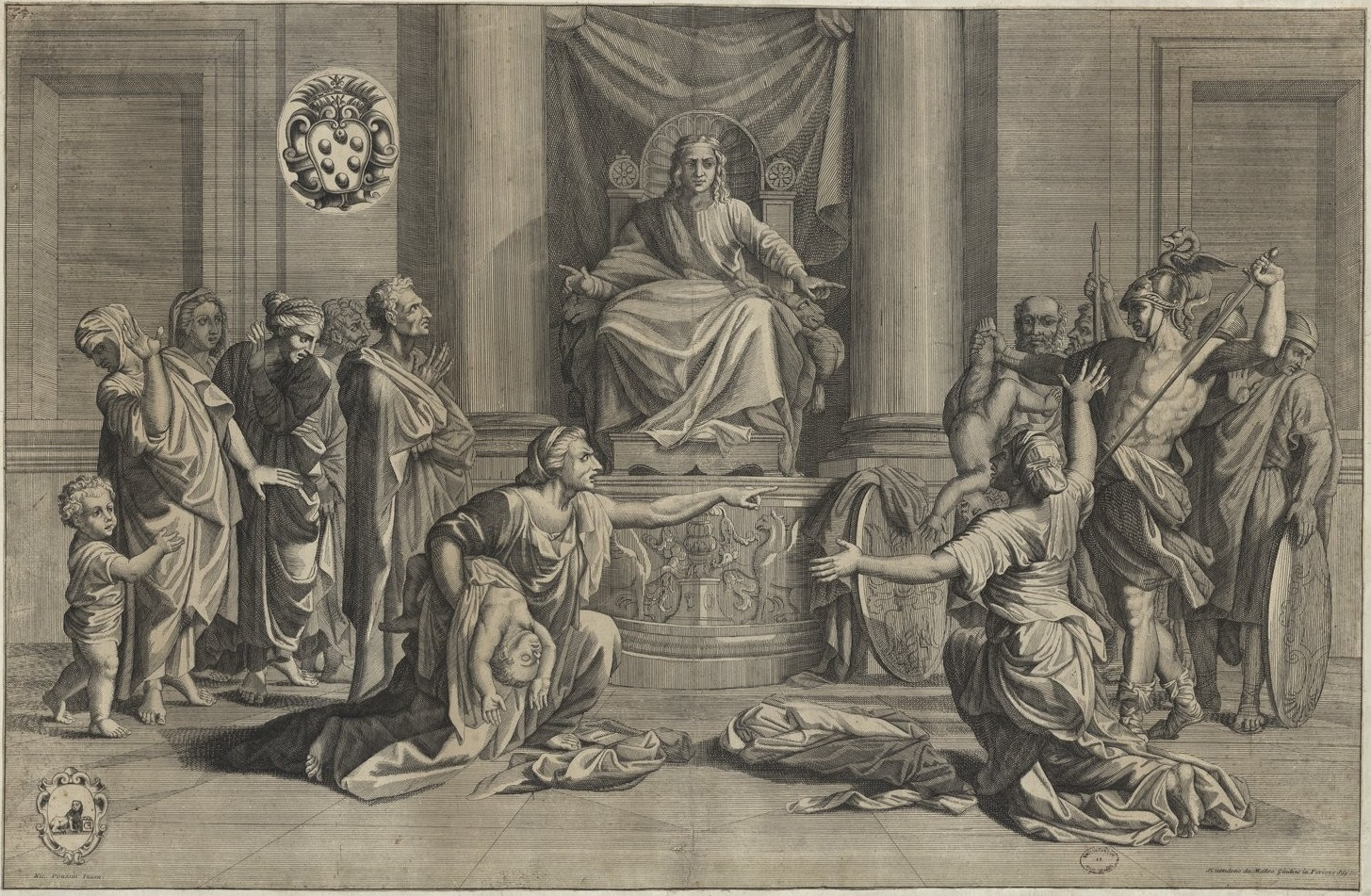
Grabado de Jean Dughet, entre 1653 y 1670.
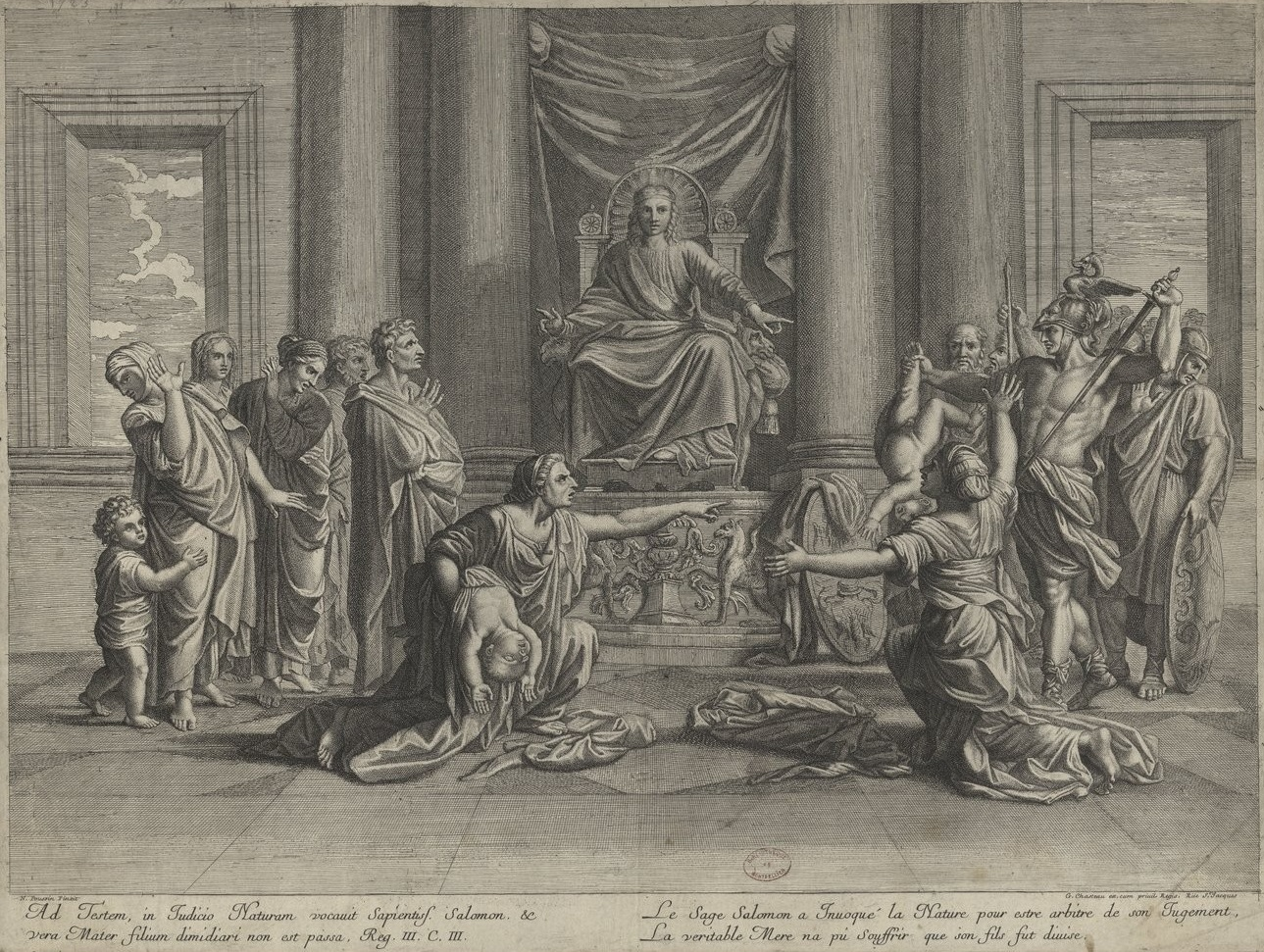
Grabado de Guillaume Chasteau, 1680.
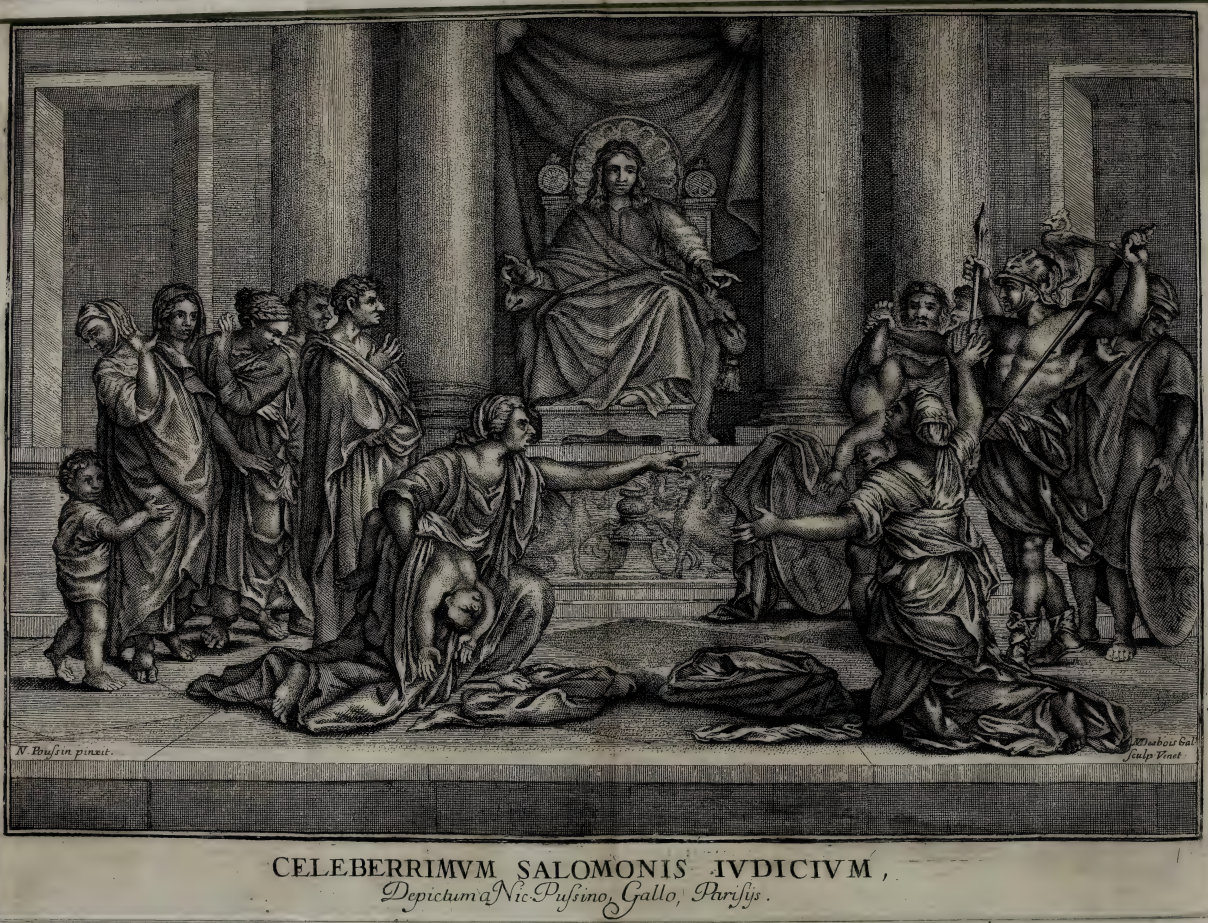
Grabado de Martial Desbois, 1691.
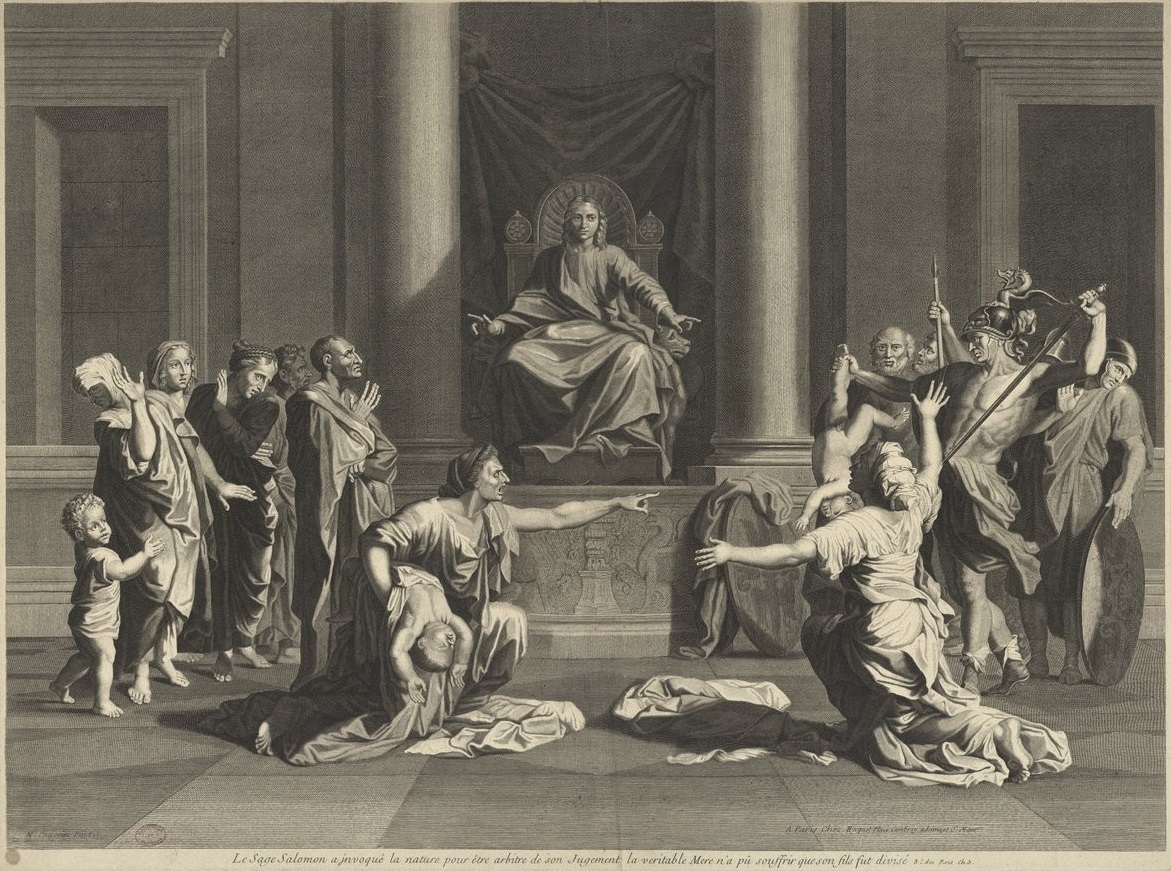
Impresión del grabado de Étienne Gantrel, publicado por Robert Hecquet, hacia 1750.
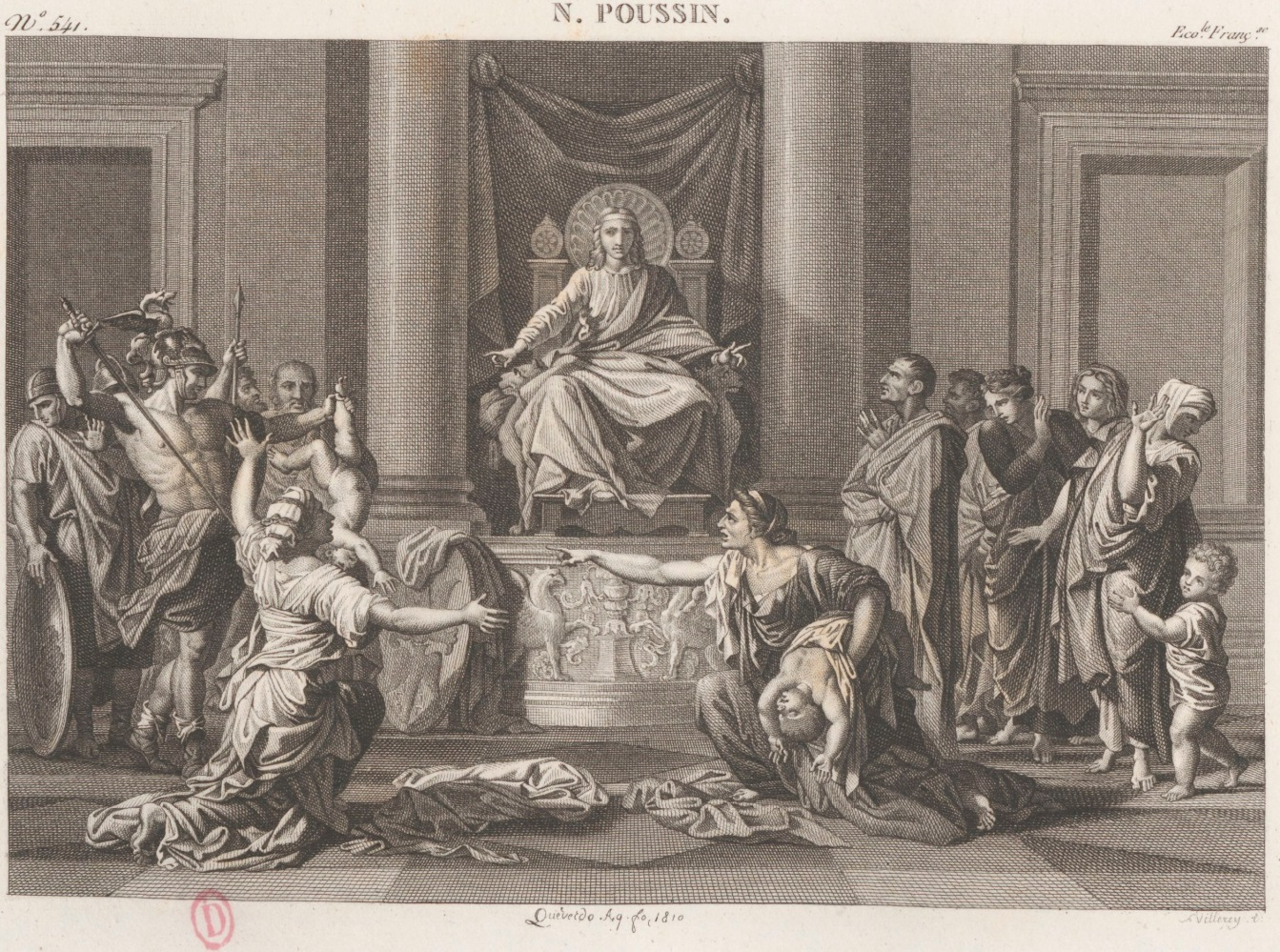
Grabado de Louis-Yves Queverdo y Antoine-Claude-François Villerey, hacia 1810.
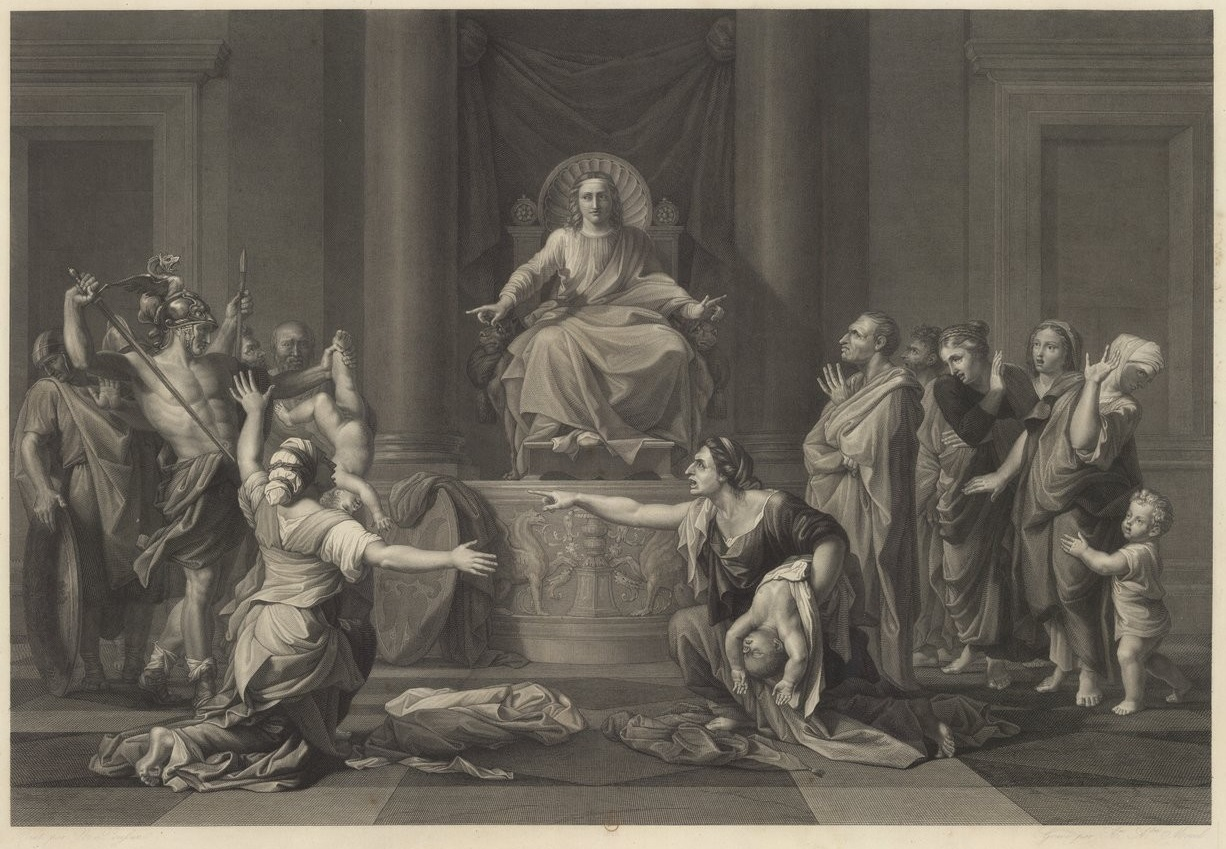
Grabado de Antoine-Alexandre Morel, 1825.

### Dibujos
Denis-Sébastien Leroy, un artista francés sobre cuya vida se conocen muy pocos detalles, es autor de una copia dibujada de El juicio de Salomón de Poussin.  Realizada alrededor del año 1800, esta acuarela sirvió como inspiración para la concepción de la grabado producido por Queverdo y Villerey. La obra se conserva en el Museo Baron-Martin, en Gray, Francia. 
Leon Kossoff, pintor y grabador británico, es autor de numerosos dibujos al aguafuerte inspirados en la obra de Nicolas Poussin.  De estilo expresionista, Kossoff produjo una serie de dibujos basados en El juicio de Salomón de Poussin. El Museo Tate de Londres y el Metropolitan Museum of Art de Nueva York poseen versiones de los dos primeros dibujos de Kossoff realizados en 1998 como parte de esta serie. El primero de estos dibujos al aguafuerte, titulado The Judgment of Solomon (#1), mide 21,3 × 29,8 centímetros.  El segundo, The Judgment of Solomon (#2), con unas dimensiones de 42,9 × 59,7 centímetros, es el doble de grande.   Otro dibujo de Kossoff, producido en 2000 y titulado From Poussin: Judgment of Solomon, se conserva en las Annandale Galleries de Sídney, Australia.  Esta serie de dibujos es el resultado de una colaboración entre Leon Kossoff y Ann Dowker. 

## Teorías y análisis

### Teoría de los humores

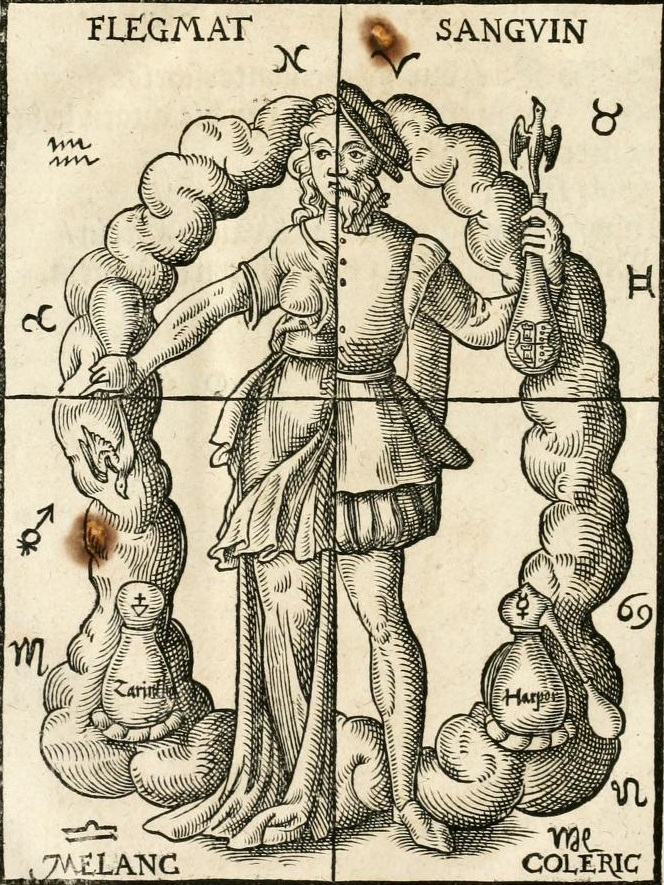
Grabado del siglo XVI atribuido al alquimista Leonard Thurneysser zum Thurn, que muestra los cuatro temperamentos en un modelo andrógino: flemático, sanguíneo, colérico y melancólico.

Para André Félibien, contemporáneo de Nicolas Poussin, los personajes de El juicio de Salomón se corresponden adecuadamente y pueden interpretarse a través de la teoría de los humores de Hipócrates, una teoría (hoy desacreditada) basada en la medicina griega antigua que ganó popularidad en el siglo XVII. Para el historiógrafo francés, la teoría de los humores se entiende de la siguiente manera:

Muestra la diferencia que existe entre un hombre sanguíneo y un hombre melancólico; y como la mezcla de los humores es la causa de la diversidad de inclinaciones, se intenta conocerlas mediante ciertos aspectos externos y algunos signos visibles en el cuerpo. De manera que, si en una persona el color dominante es violáceo, plomizo y lívido, lo cual indica una bilis negra, significa que dicha persona tiene inclinaciones a ser colérica, envidiosa y propensa a otras malas acciones que generalmente surgen de tal temperamento.

Aquellos que tienen un color excesivamente rojizo a veces son de temer, ya que poseen una complexión caliente y temperamental. Los que tienen un tono muy blanco y una piel delicada suelen ser débiles, afeminados y de un temperamento frío. En cuanto al color, esto es lo que el pintor puede, según creo, observar en general sobre la naturaleza humana, para guiarse y plasmar la carnación de sus figuras según lo que el tema requiera.

Debe prestar atención a las personas que representa y realizar diversas observaciones, ya que el color del cuerpo y del rostro no depende únicamente del temperamento y los humores, sino también del origen, la educación, el país y las ocupaciones. Un marinero, un campesino y personas similares que están continuamente expuestas al sol y a las inclemencias del clima tienen una piel bronceada. Así que, si por esta razón no se puede marcar nada en los cuerpos de este tipo de personas a través del tono y el color, el pintor deberá buscar otras formas que sean adecuadas para reflejar los vicios y las virtudes de quienes quiera representar.
André Félibien, Entretiens sur les vies et sur les ouvrages des plus excellens peintres anciens et modernes

Para respaldar su argumento, Félibien escribe que Poussin, en El Juicio de Salomón, «ha pintado de esta manera a esa mujer malvada que pedía con tanta audacia y desvergüenza un hijo que no era suyo».  Félibien compara luego a la mujer malintencionada con la que es la verdadera madre y describe a esta última con las siguientes palabras:  «Y porque la verdadera madre actuaba de buena fe, la ha pintado como una mujer sencilla y sin malicia, cuya coloración de la piel, algo sonrojada, refleja la bondad de su naturaleza; ya que, por lo general, las personas sanguíneas no son capaces de realizar una acción malvada; pueden ser impulsivas y coléricas, pero su fuego se disipa pronto y no guardan rencor en el alma».  En cuanto a la mujer malvada, continúa Félibien, «no solo Poussin ha mostrado su maldad a través del color de su piel, sino también mediante una delgadez y una sequedad causadas por la bilis negra que predomina en los malvados. Esta bilis, al ser cálida y ardiente, seca y hace que los cuerpos sean más delgados, al contrario de aquellos que tienen un temperamento sanguíneo, cuya carne es más fresca y firme». 
François Emmanuel Toulongeon utiliza un lenguaje similar para describir a las dos mujeres: «La cabeza de la madre malvada tiene la expresión más hábil; su ojo rojo y seco, sus fosas nasales ensanchadas, su boca llena de dientes y abierta, retratan una maldad innata y de carácter; no es ni cólera ni arrebato; es malvada por naturaleza; todo en su vestimenta lo refleja: está sucia y desaliñada; lleva a su hijo muerto como si fuera un paquete, sin ningún interés, sin dolor, sin afecto. Esta figura es una obra maestra de sentimiento y ejecución. Contrasta con la buena madre, cuyo atuendo es simple y ordenado; su rostro tiene una belleza sencilla y común; ambas cabezas tienen un perfil hermoso». 
Toulongeon también describe lo que percibe en el tratamiento de la figura del joven rey israelita: «La cabeza de Salomón es de la elección más destacada en cuanto a formas; está entrando en la adolescencia, y sus rasgos ya tienen el carácter tranquilo de la juventud. Su tez es pálida y biliosa, porque un temperamento sanguíneo a esa edad no sería propenso a pensamientos profundos y reflexiones. Su ojo derecho está ligeramente desviado hacia afuera; este movimiento añade expresión, dirigiendo la mirada hacia la acción». 

### La "buena madre" y la "mala madre"

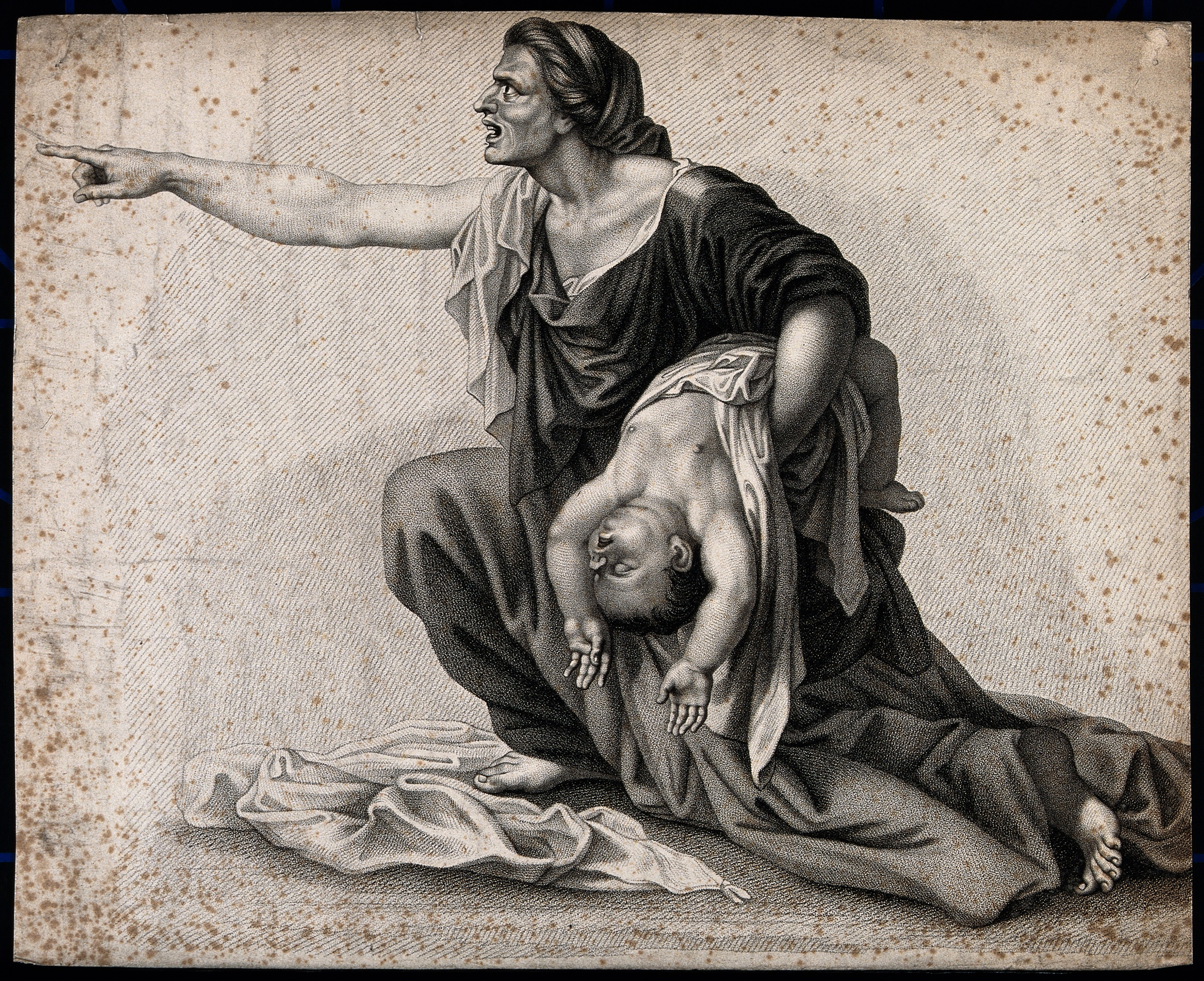
Grabado que detalla a la 'mala madre' en El Juicio de Salomón de Poussin. Ella sostiene bajo el brazo al niño muerto, lo que, según el relato bíblico, debería convertirla en la buena madre.

Jacques Depauw, en un breve artículo publicado en el boletín de la Sociedad de Estudio del Siglo XVII, parte de la premisa de que es impensable que Poussin se haya equivocado al representar el episodio bíblico en El Juicio de Salomón.Así, desarrolla una teoría de análisis con el enfoque de lo que le "molesta en la representación de esta mujer hasta el punto de asignarle el papel de la mala madre".Señala que la figura que tradicionalmente se comprende como la mala madre no nos resulta simpática: "rostro vehemente", "rasgos endurecidos", "cabello recogido por una simple banda", "tez pálida", "ropa arrugada", "sin gracia", "de color apagado", en resumen, "no corresponde a la idea que tenemos de la 'buena madre' y por lo tanto no nos inspira la compasión que correspondería". El tratamiento de la mala madre es lo opuesto al de la mujer tradicionalmente vista como la buena madre: "En cuanto a la otra, vestida con generosos drapeados de colores vivos, que parece estar en buena forma por el poco de carne rosada que se ve en su espalda, ¿nos resulta simpática? Tal vez no tanto, pero no nos provoca, y por lo tanto interpretamos su gesto como un '¡Deténganse! ¡No hagan esto!' de protesta"Sin embargo, Depauw insiste en que esta no es la forma en que ocurre la escena en el texto bíblico: ante Salomón está la mujer ladrona de niños con el niño vivo, y la otra mujer, que en primer lugar creía que su hijo estaba muerto, en segundo lugar, se da cuenta de que en realidad le han robado el niño, y en tercer lugar, observa que la otra mujer se empeña en querer quedarse con el niño robado. Se inicia un diálogo entre sordos, luego el rey ordena que se corte al niño en dos, lo que un soldado está a punto de hacer antes de que Salomón cambie de idea.  La mujer que sostiene al niño muerto "está atrapada en el paroxismo y en el último momento de su protesta, [bajo] el control de la ira, [nacida] del sentimiento de injusticia".  Depauw continúa:

Hay más. Que se preste atención a su tez pálida y verdosa: es también la tez del niño muerto. En el cuadro de Valentin, el niño muerto tiene la tez de la muerte, pero ninguno de los otros personajes. Salomón y las dos mujeres tienen carnaciones de seres vivos. Poussin le da a la buena madre la tez del niño muerto que ella sostiene. Una bella idea del pintor-poeta para representar una pasión llevada al extremo, la pasión materna carnal, y justo en el momento en que ya entra en su conciencia el miedo que puede causar en su corazón la decisión de Salomón, lo que la abrirá a la compasión; ¿no es también la tez de las otras dos mujeres del cuadro, tomadas, aunque en menor grado, por el mismo sentimiento? Ni el consejero filósofo, que solo está asombrado, ni obviamente la mala madre, tienen esta tez, la que la pintura otorga por convención a los cuerpos cuya vida se retira.
Jacques Depauw, À propos du Jugement de Salomon de Poussin

Según sus análisis, Jacques Depauw afirma que esta ira estpa a transformarse en piedad mezclada con un sentimiento de horror. Este brazo levantado y este dedo que señala representan, para Depauw, a la verdadera madre del niño que, según el relato bíblico, está a punto de decir "Señor, por favor, déjale al niño; que no lo maten".  Para el investigador, esta madre, a la que la posteridad ha calificado de "mala" y que Poussin representa en el momento culminante de una ira legítima, está en realidad a punto de abandonar su estatus de madre por amor a su hijo. 

## Fuente de inspiración
Nicolas Poussin, descrito como un descendiente espiritual del pintor del Renacimiento Rafael, se inspiró particularmente en la composición del Juicio de Salomón (la versión de 1518-1519) de este último para pintar su propia obra.  La Conversión del procónsul de Rafael también parece haber jugado un papel decisivo en la elaboración de la composición de la obra de Poussin. Por esta razón, Nicolás Poussin es a menudo apodado el "nuevo Rafael", el "Rafael de Francia" o simplemente el "Rafael francés". 